# アイユーブ朝

アイユーブ朝
الدولة الأيوبية (アラビア語)

دەوڵەتی ئەییووبی (クルド語)

アイユーブ朝の最大支配領域（1188年）

アイユーブ朝（アイユーブちょう、アラビア語: الأيوبيون、クルド語：دەوڵەتی ئەییووبی ）は、12世紀から13世紀にかけてエジプト、シリア、イエメンなどの地域を支配したスンナ派のイスラーム王朝である。シリアのザンギー朝に仕えたクルド系軍人のサラーフッディーン（サラディン）を王朝の創始者とする。
1169年、エジプトを支配するファーティマ朝の宰相に就任したサラディンは、ザンギー朝から事実上独立した政権を樹立した。サラディンはアッバース朝のカリフの権威を認め、支配の正統性を主張してマリク（王）を称した。ファーティマ朝の実権を握ったサラディンは独自の政策を立案したため、後世の歴史家はサラディンが宰相の地位に就いた1169年をアイユーブ朝が創始された年と見なしている。サラディンの死後、国家の領土は各地の王族たちによって分割され、ダマスカス、アレッポ、ディヤルバクルには半独立の地方政権が成立した。アル＝アーディル、アル＝カーミル、アッ＝サーリフら有力な君主の時代には一時的に統一が回復され、彼らはカイロで政務を執った。1250年、マムルーク（軍人奴隷）のクーデターによってカイロのアイユーブ家の政権は滅亡し、シリアに残った地方政権も1250年代後半から中東に進出したモンゴル帝国とマムルーク朝の抗争の過程で消滅した。

## 歴史

### セルジューク朝、ザンギー朝時代
12世紀前半、アルメニアに居住していたクルド人のシャージーはナジムッディーン・アイユーブとシールクーフを連れてイラクに移住し、セルジューク朝の下でバグダードの軍事長官を務めるビフルーズに仕官した。シャージーはティクリートの城主に任じられ、彼の死後はアイユーブがティクリートの城主の地位を継承した。
1131年にセルジューク朝のスルターン・マフムード2世が没した後に王位を巡る内戦が起こり、この戦争の中でアイユーブは敗走するモースルの領主イマードゥッディーン・ザンギーに助けを与えた。1137年/38年にアイユーブはビフルーズの命令でティクリートを追われるが、城を失った日の夜にアイユーブの妻は男児を生み、生まれた子供はユースフ（後のサラディン）と名付けられた。ティクリートを失ったアイユーブは弟のシールクーフとともにモースルのザンギーの元に逃れ、ザンギーから迎え入れられた。アイユーブはシールクーフとともにザンギー配下の軍団の司令官に命じられ、1139年にはバールベックの知事に任命された。
1146年にザンギーが没した後にバールベックはセルジューク朝のダマスカス総督の攻撃を受け、アイユーブは現金・領地と引き換えに降伏した。1152年に14歳になったサラディンはアイユーブの元を離れ、ザンギーの子でアレッポを支配するヌールッディーン・マフムードに仕官する。サラディンはヌールッディーンからイクター（封土）を与えられ、彼に近侍した。ヌールッディーンがダマスカスへの進出を試みたとき、ダマスカスに居住していたアイユーブはヌールッディーンに仕えていたシールクーフと連絡を取りあい、1154年にヌールッディーンはダマスカスの無血開城に成功した。ダマスカスの開城後、アイユーブはヌールッディーンに協力したことを評価されてイクターとダマスカスの支配権を与えられ、引き続きダマスカスに留まった。

### サラディンによる独立政権の樹立

1165年当時の中東の勢力図。ファーティマ朝（Fatimid Caliphate）が支配するエジプトに派遣されたサラディンはエルサレム王国（Kingdom of Jerusalem）と数度交戦した。

1163年、エジプトを支配するシーア派の国家ファーティマ朝の宰相シャーワルは、政敵のディルガームとの戦いを有利に進めるためにザンギー朝に援助を求めた。翌1164年4月にヌールッディーンはシールクーフを司令官とする遠征軍を派遣し、遠征軍の幕僚にサラディンが付けられた。シールクーフはビルベイスでディルガムに勝利し、シャーワルを宰相に復職させた。だが、シールクーフを恐れるシャーワルは彼にエジプトからの撤退を求め、十字軍国家エルサレム王国のアモーリー1世に援助を求めた。8月からシールクーフの立て籠もるビルベイスはエルサレム軍とエジプト軍の包囲を受け、11月に和議が成立し、シールクーフとアモーリー1世はエジプトから撤退した。1167年にシールクーフとサラディンは再びエジプト遠征を行うが不成功に終わり、同年8月に和議を結んで撤兵する。
1167年の和議に際して、シャーワルはエルサレム王国に貢納と引き換えに援助の約束を取り付けるが、ファーティマ朝のカリフ・アーディドや民衆はシャーワルの方針に不満を抱き、シャーワルを排除する計画が巡らされた。さらにエジプトは十字軍の攻撃を受け、フスタートが十字軍によって制圧されることを恐れたシャーワルはフスタートに火を放ち、フスタートは焦土となった。シャーワルと敵対する派閥の人間はヌールッディーンに支援を求めた。1168年12月にシールクーフとサラディンはアレッポを発って3度目のエジプト遠征を行い、シールクーフの進軍を知ったアモーリー1世はパレスチナに撤退する。翌1169年1月にシールクーフ軍はカイロに入城し、シャーワルはアーディドの命令によって処刑される。シールクーフはシャーワルに代わるファーティマ朝のワズィール（宰相）・軍司令官に就任するが、1169年3月にシールクーフは急死し、サラディンが宰相職を継承した。宰相に就任した後、サラディンは「マリク・アル＝ナースィル（勝利の王）」の称号を使用する。
一方、ヌールッディーンはサラディンがエジプトで半ば独立した政権を樹立したことに大きな衝撃を受け、エジプトのアミール（軍司令官）の中にもヌールッディーンの呼びかけに応じてシリアに帰国した者以外に、サラディンに従ってエジプトに留まるものが現れる。ヌールッディーンはエジプトでスンナ派の様式に則った礼拝を行うよう求めていたが、サラディンはシーア派に対して慎重な姿勢を取っていたため、ヌールッディーンの猜疑心をかきたてたと言われている。サラディンは、エジプトに留まった兵士の中からクルド人とトルコ系のマムルークを選抜し、サラディンの名前にちなんでサラーヒーヤと呼ばれる軍団を新たに編成した。ファーティマ朝に仕える黒人宦官のムータミン・アル＝フィラーハは、サラディンがファーティマ朝の軍人から没収した土地を自身の配下に授与していることを危ぶみ、十字軍勢力と結託して反乱を企てたが、陰謀を察知したサラディンは事前にムータミンを処刑した。1169年8月、ムータミンの処置に反発したファーティマ朝のザンジュ（黒人奴隷兵）はカイロ市内で蜂起した。サラディンはザンジュの反乱を鎮圧し、彼らの勢力を一掃する。サラディンはエジプトの大カーディー（大判事）からシーア派の人間を外してスンナ派のイブン・アルダルバスを抜擢し、エジプト各地のカーディーをシーア派からスンナ派の人間に入れ替えた。
1171年9月4日、サラディンはフスタートのモスクで行われる金曜礼拝で、フトバ（説教）からアーディドの名前を削ってアッバース朝のカリフ・ムスタディーの名前を入れることを命じ、エジプトにおけるスンナ派の復活を表明した。9月10日にはカイロの金曜礼拝でも同様のフトバが読み上げられ、エジプト各地でスンナ派の復権は受け入れられた。同年9月15日に病床にあったアーディドは没し、ファーティマ朝は滅亡する。サラディンの下で、ファーティマ朝時代に課されていたマクス（市場税、巡礼者の通行税など）は撤廃され、民衆からの支持を集める。また、イスマーイール派の教育・研究機関を排除するために、ファーティマ朝のカリフ・ハーキムによって建設された図書館（ダール・アル＝イルム）に収蔵されていた書物が売却された。

### 十字軍勢力との戦争

1190年当時の中近東の勢力図。ピンクで示されているアイユーブ朝の領土は黄のアルメニア王国に接し、緑で示されているアンティオキア公国とトリポリ伯国を囲んでいる。

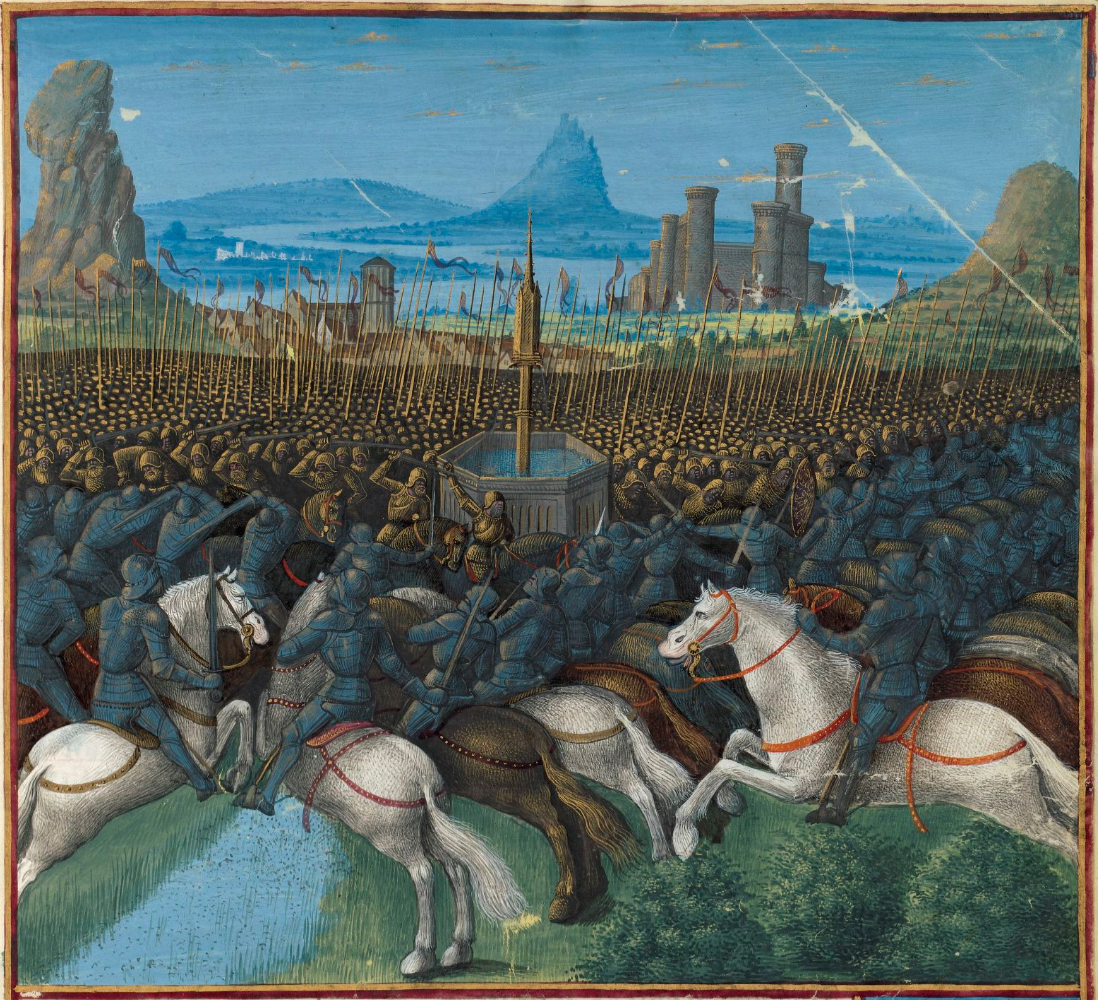
ヒッティーンの戦い

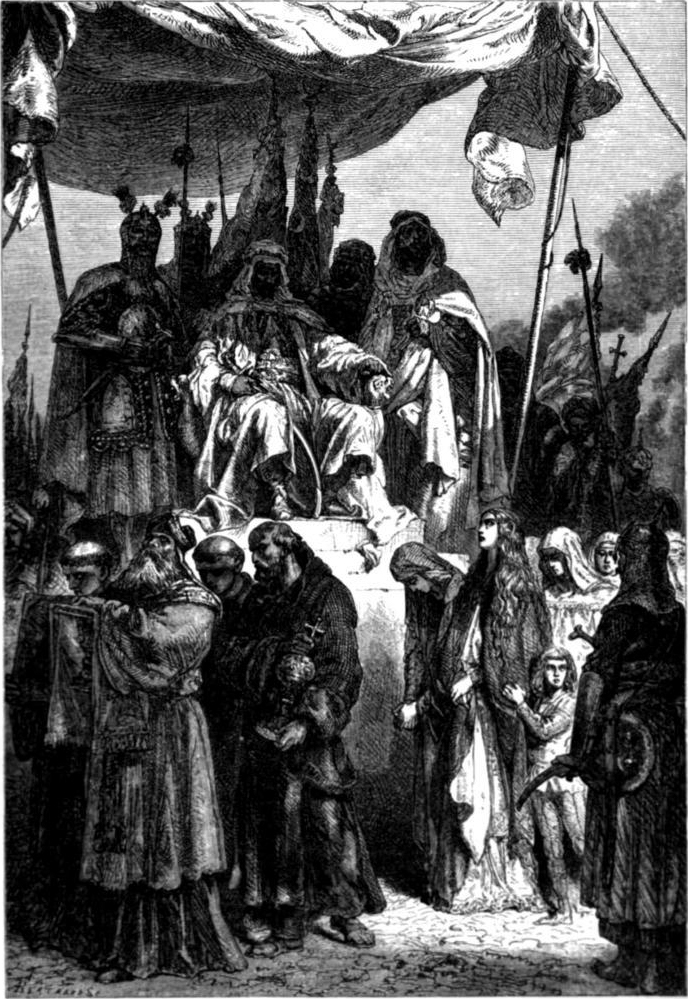
エルサレム開城を巡るサラディンとキリスト教徒の交渉

サラディンは、兄弟のトゥーラーン・シャーを司令官とする遠征軍を近隣の地域に派遣し、1173年にヌビア、1174年にイエメンを征服して支配領域を拡大する。1174年5月にトゥーラーン・シャーの軍隊はザビードに到達し、翌6月に国際貿易の拠点となっていたアデンを占領した。イエメン遠征が実施された理由には諸説あり、ヌールッディーンのエジプト攻撃に備えた土地の確保、紅海貿易の拠点の確保などが挙げられている。ファーティマ朝の残党はエジプトの兵士の一部がイエメン遠征に従軍し、サラディン配下の騎士が徴税のために自分たちのイクターに戻る機会に乗じて反乱を企てたが計画は事前に露見し、1174年5月に反乱者は逮捕・処刑された。また、1174年5月にはヌールッディーンが没し、サラディンとヌールッディーンの衝突は未然に終わる。
サラディンは表面上はヌールッディーンの跡を継いだサーリフの宗主権を認め、シリアに残ったザンギー朝の領土の併合に取り掛かる。1174年10月末、サラディンはザンギー朝の宰相アル＝ムカッダムの招聘を受けてダマスカスへの無血入城を果たし、市民から歓迎を受けた。一方、アレッポではサーリフを擁する将軍グムシュテギーンがサラディンに敵対する人間を糾合しており、11月にサラディンはアレッポに向けて進軍する。サラディンは、ザンギー朝の王族と十字軍勢力両方からの攻撃に苦戦するが、1175年春にエジプトからの援軍と合流し、ザンギー軍に勝利を収めた。同時にバグダードのムスタディーから、サラディンのエジプト・シリア支配を承認する文書が届き、サラディンはフトバと貨幣からサーリフの名前を除き、代わりに自身の名前を入れてザンギー朝からの自立の意思を公にする。1176年9月にサラディンはダマスカスでヌールッディーンの寡婦イスマト・アッディーンとの結婚式を挙げるが、この婚姻にはザンギー朝の正統な後継者であることを示す意図があったと考えられている。結婚式を終えたサラディンはカイロに戻り、エジプトの統治に取り掛かった。
1178年にサラディンは、ザンギー朝に領土の返還を要求するルーム・セルジューク朝の軍を破って南進政策を押し、北方からの脅威を絶った。サラディンは十字軍勢力の支配下にあるサイダ、ベイルート、キリキア・アルメニア王国を攻撃し、アッバース朝のカリフからザンギー朝の王族が拠るモースルの支配権を承認された。十字軍との戦争に備えた艦船の増強と兵力の点検の後、1182年5月にサラディンはエジプトを発ってシリアに進軍する。
1182年9月にジャズィーラ（北イラク）に到着したサラディンは、現地の領主に帰順を進める手紙を送り、モースルのザンギー朝の支配下にあった領主は次々にサラディンに降伏した。しかしモースルを支配するザンギー朝の王族マスウードに、アイユーブ朝の主権と対十字軍戦への参加を認めさせることはできなかった。1183年6月にアレッポがアイユーブ朝の支配下に入ったことでシリア内陸部が統一され、1186年にマスウードがアイユーブ朝への臣従を受け入れたことでモースルの併合が達成された。
1187年初頭、サラディンは数度にわたって和平協定を犯したカラクのルノー・ド・シャティヨンの背信行為を非難し、3月にジハード（聖戦）を宣言した。7月4日にヒッティーンでサラディンはエルサレム王ギー・ド・リュジニャンが率いる十字軍と交戦し、勝利を収める（ヒッティーンの戦い）。ベイルート、サイダなどの都市がアイユーブ朝の支配下に入り、9月までに地中海沿岸部のシリア諸都市の多くがイスラーム勢力の元に置かれた。9月20日からサラディンはエルサレム包囲を開始し、身代金と引き換えにエルサレム住民の安全を保障することを条件として、エルサレムの開城が取り決められる。10月2日にサラディンはエルサレムに入城し、岩のドームではイスラームの礼拝が行われた。1か月の間サラディンはエルサレムに滞在して町の治安を回復し、十字軍が使用していた施設をモスクやマドラサに改築した。カトリックの信者はエルサレムから追放されたが、東方正教の信者は町に残り、十字軍時代に町から追放されていたユダヤ人が帰還した。エルサレムを攻略したサラディンは、スールやアッカー（アッコン）を攻撃するが十分な成果は上げられず、カリフ・ナースィルからはサラディンを非難する書簡が届けられた。
エルサレムがアイユーブ朝の占領下に置かれた後、ヨーロッパではイングランド王リチャード1世、フランス王フィリップ2世、神聖ローマ皇帝フリードリヒ1世による十字軍の派遣が決定された（第3回十字軍）。フリードリヒ1世は行軍中に陣没し、1191年7月末にフィリップ2世がフランスに帰国した後、サラディンと最後に残ったリチャード1世の戦闘は1年以上に及んだ。サラディンとリチャード1世の戦闘は膠着状態に陥り、1192年9月2日に和平が成立した。和平に伴ってヤッファ以北の沿岸部は十字軍、アシュケロン以南はイスラム勢力が領有する取り決めが交わされ、キリスト教巡礼者のエルサレム入城が許可された。
1192年11月にサラディンはダマスカスに凱旋し、翌1193年3月4日に没した。

### 領土の分割、再統合

サラディン死後のアイユーブ朝（黄）の支配範囲

サラディンの後継者は、長子であるアル＝アフダルになると思われていたが、領土はアイユーブ朝の王族によって以下のように分割され、それぞれの地域を治める人間が配下の軍人にイクターを授与する体制が敷かれることになった。
- アル＝アフダル - ダマスカス、エルサレム、バールベック、海岸地帯
- アル＝アジーズ（サラディンの子） - エジプト
- アル＝マリク・アル＝ザーヒル（サラディンの子） - アレッポ
- アル＝アーディル（サラディンの弟） - カラク、シャウバク、ディヤルバクル
- マンスール（サラディンの甥の子） - ハマー
- シールクーフ（1169年に没したシールクーフの孫） - ホムス

アフダルは、バグダードのナースィルに自らの支配の正当性の承認を求めたが回答は得られず、やがてアフダル配下のアミールはアジーズを支持するようになる。1194年春、アジーズは君主権力の象徴であるフトバと貨幣に名前を入れる権利を譲渡するようにアフダルに迫り、両者は武力衝突の寸前に至る。それぞれが従来の領土を保持する条件で妥協が成立したが、各地の王族は独立した政権を樹立し、アイユーブ朝は事実上分裂した状態に置かれることになる。一方、アイユーブ朝の内紛を静観していた中東の十字軍勢力は1195年末からエルサレム奪回の準備を進めており、リチャード1世が結んだ休戦協定の失効を待っていた。また、ヨーロッパでは再度の十字軍の実施が提唱され、1197年に神聖ローマ皇帝ハインリヒ6世が派遣したドイツ十字軍がアッカーに上陸する。ベイルートなどの沿岸地域の主要都市を奪回した十字軍勢力はシリア内陸部への攻撃を試みるが、イタリアに滞在していたハインリヒ6世が病死したため、再びアイユーブ朝と十字軍の間に和約が結ばれる。
十字軍の攻撃に前後して、カラクのアーディルはサラディンの息子たちの不和に乗じてエジプト・シリアで勢力を拡大していく。1196年7月にアーディルはアフダルをダマスカスから追放し、1198年11月にアジーズが狩猟中に事故死を遂げると彼の領地であるエジプトを勢力下に収めた。エジプト支配を確立したアーディルは一族間で優位に立ち、サラディンが帯びていなかったスルターンの称号を使用するようになる。アーディルと彼の地位を継承したスルターンたちは、対立するアイユーブ朝の諸王族や十字軍勢力との間で複雑な駆け引きと政治を展開した。
1204年に第4回十字軍によってラテン帝国が建国された後、アーディルはヴェネツィアやピサなどのイタリア半島の都市国家との通商関係を継続するため、ラムラとナザレを十字軍勢力に割譲する。1204年と1212年の2度にわたってアイユーブ朝と十字軍勢力の休戦協定が更新されたが、ローマの教皇庁では中東遠征の再開が検討されていた。アーディルは東方に存在する十字軍勢力に干渉を行わず、1218年に第5回十字軍が実施された当初も戦争の回避を考えていた。

### 第5回十字軍、エルサレムの譲渡

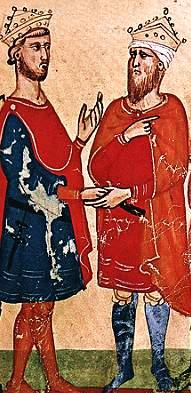
アル＝カーミル（右）とフリードリヒ2世（左）の会談

1218年8月24日にエジプトの港湾都市ダミエッタ（ディムヤート）が十字軍によって包囲され、8月末にアル＝アーディルはカイロで没する。アーディルの死後、彼の息子たちが領土を分割して相続し、アル＝カーミルがエジプト、アル＝ムアッザムがダマスカス、アル＝アシュラフがメソポタミアを支配した。そしてホムス、ハマー、イエメンにはアーディル一族以外のアイユーブ家の人間が割拠していた。
ダミエッタの返還を望むカーミルはエルサレムとサラディンが獲得した「真の十字架」の返還、全ての捕虜の解放などの条件と引き換えに和平を提案する。十字軍内では和平を受け入れるか否かで議論が交わされ、枢機卿ペラギウス、テンプル騎士団、聖ヨハネ騎士団の意見が勝って提案は撥ね付けられ、戦争は継続された。1219年11月にダミエッタは陥落、1221年夏に十字軍はダミエッタを発って進軍を再開した。一方、メソポタミアのアシュラフ、ダマスカスのムアッザムら地方の王族はホムスに集まって十字軍への対応を協議し、エジプトの救援に向かった。1221年8月に十字軍は進軍中にナイル川の氾濫に巻き込まれて壊滅し、エジプト軍は壊滅した敵軍を追撃し勝利を収める。8月30日に両軍の間で和平が結ばれ、翌9月にダミエッタはエジプトに返還された。
カーミルはアーディルの政策を継承し、対外平和と国内の再統一を推し進めた。カーミルの治世では農業・灌漑が重視され、ヨーロッパ諸国と通商協定が締結された。領内のキリスト教徒は厚い保護を受け、コプト正教会ではカーミルは歴代のエジプト君主の中で最も情け深い人間と見なされるようになった。1226年にホラズム・シャー朝のジャラールッディーン・メングベルディーがメソポタミアに侵入した際、ダマスカスのムアッザムはカーミル、アシュラフら他の王族に対抗するため、ジャラールッディーンに好意的な態度を示した。
一方、ヨーロッパ世界では1225年に神聖ローマ皇帝フリードリヒ2世がエルサレム王位の継承権を獲得し、フリードリヒ2世はエルサレム王国での領主権を確保するため、十字軍の実施を誓約した。一方カーミルは関係が悪化したダマスカスのムアッザムに対抗するため、フリードリヒ2世との同盟の締結を試みた。カーミルとフリードリヒ2世は書簡を通して学問的な議論を行い、カーミルは動物学に深い関心を持つフリードリヒ2世にクマ、サル、ヒトコブラクダ、ゾウ（クレモナの象）を贈った。1229年2月にヤッファで双方の宗教的寛容を条件とする十字軍へのエルサレム返還を約束する協定が締結され、エルサレムではイスラームの礼拝が続けられた。十字軍国家の貴族と騎士団は、フリードリヒがエルサレムの返還以上の成果を挙げなかったことに失望していたが、カーミルの行動もイスラム勢力から裏切りとして非難を受けた。ムアッザムの跡を継いでダマスカスの支配者となったアル＝ナースィル・ダーウードは、自身の支配下にあるエルサレムの譲渡に抵抗したが、カーミルはダーウードをカラクに追放しダマスカスを支配下に置いた。ダマスカスはアシュラフに譲渡され、その代償としてカーミルはアシュラフが支配していたメソポタミアの都市を獲得する。
アイユーブ朝が十字軍勢力との抗争に軍事力を集中している間、イエメンのアル＝マンスール・ウマルがイエメンで起きた反乱に乗じてアイユーブ朝からの独立を企て、1229年にザビードでラスール朝が創設される。1241年/42年には、ラスール朝によってメッカからアイユーブ家の勢力が一掃された。
1230年にアイユーブ家の支配下に置かれていたヒラートがジャラールッディーンによって占領された後、アシュラフはルーム・セルジューク朝と同盟し、エルズィンジャン近郊の戦闘でアイユーブ朝・セルジューク朝の連合軍はジャラールッディーンを撃破する。1231年、モンゴル軍の侵入に苦しむカリフ・ムスタンスィルはイスラーム諸国に救援を要請した。メソポタミアのアイユーブ朝の領地もモンゴル軍による略奪の被害を受けていたため、カーミルはメソポタミア遠征を決意する。モンゴル軍がヒラートから退却したことを知ったカーミルは進軍を中止し、進路を変えてイスラームの領主マスウードが統治するディヤルバクルを包囲した。1232年10月にディヤルバクルを占領したカーミルは町を子のアッ＝サーリフに与え、さらにヒスン・カイファを攻略して遠征を終えた。他方でアシュラフはダマスカスに安定した支配を確立し、アシュラフと配下の将軍たちはエジプトのカーミルからの独立を企てた。緊張した情勢の中、1237年8月にアシュラフは没し、4か月後に彼の兄弟であるアッ＝サーリフ・イスマーイールがダマスカスを継承する。

### 第7回十字軍、マムルーク政権の成立
カーミルの死後に国家の統一は再び失われ、王朝は衰退に向かっていく。1238年にカーミルが没した後、アッ＝サーリフとアル＝アーディル2世の兄弟によって国土が分割され、ヒスン・カイファのサーリフはカイロでスルターンを称した弟のアーディルとエジプトの支配を巡って争った。1238年12月にサーリフはダマスカスを占領するが、1239年9月にダマスカスはイスマーイールに奪回され、アーディルの逮捕を阻もうとするカラクのダーウードによって拘束される。また、1239年11月にダーウードはエルサレムに奇襲をかけ、町をイスラーム勢力の手に回復する。翌1240年にダーウードから解放されたサーリフは彼と同盟を結び、5月にアーディルを廃してスルターンに即位する。
1240年代初頭、サーリフはかつてのアーディルの支持者に報復を行い、ダマスカスのイスマーイールとの関係を改善したダーウードと対立した。サーリフ、イスマーイールらは、ライバルに対抗するため十字軍との同盟を計画する。ダーウードも他の競争者と同様に十字軍勢力に同盟を持ちかけ、1243年に同盟の条件としてエルサレムを十字軍に返還し、町からイスラームの宗教家を引き上げさせた。1244年にサーリフはシリアに逃れたホラズム・シャー朝の遺民と連合して、エルサレム攻囲戦、ラ・フォルビーの戦いで十字軍勢力に相次いで勝利を収め、エルサレムを再び支配下に置いた。
サーリフは多数のマムルークを購入し、1241年2月にナイル川のローダ島に彼らが居住する兵舎を建設する。ローダ島で暮らすマムルークは、「川のマムルーク」を意味する「バフリー・マムルーク」の名前で呼ばれた。
1249年、フランス王ルイ9世が率いる十字軍がダミエッタに襲来し、町を占領下に置いた（第7回十字軍）。十字軍の襲来時に病床にあったサーリフは、エルサレムの返還と引き換えに十字軍のダミエッタからの撤退を提案したが、ルイ9世はサーリフの提案を拒絶し、サーリフはマンスーラに移動して迎撃の態勢をとった。同年10月にサーリフは没し、サーリフの子であるムアッザム・トゥーラーン・シャーが駐屯先のメソポタミアからエジプトに帰国するまでの間、サーリフの寡婦シャジャル・アッ＝ドゥッルが代理で政務を執った。サーリフの死を伏せるために一定の時刻に食事と薬が病室に運び込まれ、偽のサーリフの署名がある命令が発せられた。フランス軍はダミエッタからマンスーラに進軍するが、2月9日に将軍バイバルスが率いるバフリー・マムルーク軍団がマンスーラの戦いで十字軍に勝利を収める。2月にトゥーラーン・シャーはエジプトに帰国し、シャジャル・アッ＝ドゥッルから国政を譲渡される。4月7日に追い詰められたフランス軍はエジプト軍に降伏し、捕虜となったルイ9世はマンスーラの邸宅に拘留された。
即位したトゥーラーン・シャーは義母のシャジャル・アッ＝ドゥッルに敵意を表し、バフリー・マムルークを投獄・免職して直属の部下を要職に登用した。シャジャル・アッ＝ドゥッルとバフリー・マムルークはトゥーラーン・シャーの殺害を共謀し、1250年5月2日にトゥーラーン・シャーは暗殺され、エジプトのアイユーブ家の政権は滅亡する。トゥーラーン・シャーの死後、シャジャル・アッ＝ドゥッルを君主とする政権が樹立されマムルーク朝が成立した。また、捕らわれていたルイ9世はトゥーラーン・シャー存命中の合議に従い、全兵士の撤退と身代金の支払いと引き換えに釈放された。

### モンゴル帝国の侵攻

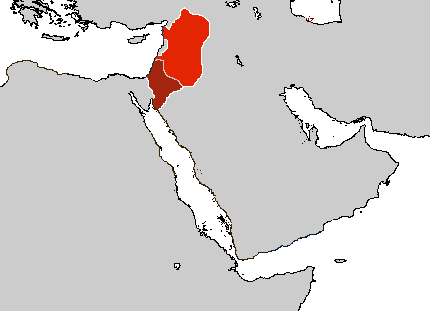
1257年のアイユーブ家の勢力図
（赤：アル＝ナースィル・ユースフ
茶：アル＝ムギース・ウマル）

シリア・パレスチナに侵入したモンゴル軍の進路

マムルーク朝の成立後、シャジャル・アッ＝ドゥッルに敵対するマムルークはアレッポのアイユーブ王族アル＝ナースィル・ユースフに援助を求めた。1250年7月にダマスカスに入城したナースィルは市民から熱烈な歓迎を受け、ダマスカス、アレッポと近辺の都市を勢力下に組み入れた。ナースィル以外のシリア各地のアイユーブ朝王族も独立を図り、エジプト・シリアはマムルーク政権とアイユーブ家の人間によって分割される。シャジャル・アッ＝ドゥッルからスルターンの地位を譲られた夫のイッズッディーン・アイバクは、アイユーブ家との関係の改善を図りアイユーブ家の王子アル＝アシュラフ・ムーサーを共同統治者としたが、効果は無かった。1250年9月にエジプトを攻撃したナースィルはマムルーク軍に敗北し、1251年2月のサーリヒーヤの戦いでは多くのアイユーブ家の人間がマムルーク軍の捕虜となった。アイバクはアイユーブ家の残党が残るシリアへの進軍を企てたが、モンゴル帝国の侵入に晒されたカリフ・ムスタアスィムはイスラームの統合を提唱し、1253年4月にアイユーブ家とマムルーク政権の講和が成立する。講和の取り決めにより、エジプト、エルサレムを含むヨルダン川以西・ナーブルス以南の地域がマムルーク政権の支配下に、その他のシリアがナースィルの支配下に置かれた。また、アル＝アーディル2世の子であるアル＝ムギース・ウマルがカラク、シャウバクで自立した政権を樹立した。
1258年にバグダードのアッバース朝が滅亡した後、ナースィルは子のアジーズをモンゴル帝国のフレグの元に派遣して貢納を行ったが、フレグはナースィル自身が出頭しなかったことを詰問した。メソポタミア北部がモンゴル軍によって征服される事態に至り、ナースィルはこれまで敵対していたマムルーク政権、カラクのウマルと講和し、対モンゴルの同盟を締結する。1260年初頭にアレッポ、ダマスカスがモンゴルの支配下に入り、アレッポでモンゴル皇帝モンケ崩御の報告に接したフレグはペルシアに帰還した。マムルークの指導者であるムザッファル・クトゥズは、ナースィルを警戒して彼の配下の将軍を調略してエジプトへの入国を拒み、ナースィルは移動先のトランスヨルダンでモンゴルの将軍キト・ブカによって捕らえられる。親族とともにタブリーズに護送されたナースィルはフレグに面会し、フレグからシリアの領有を約束された上でダマスカスに移動した。ダマスカスへの移動中、ナースィルはフレグが派遣した追手によって他のアイユーブ家の王族とともに殺害され、ナースィルの子のアジーズだけが助命された。
1260年のアイン・ジャールートの戦いでモンゴル軍に勝利したマムルーク朝はイスラーム世界で確固たる地位を築いたが、反対にアイユーブ家の権威は低下し、アイユーブ朝の衰退は決定付けられる。

### マムルーク朝時代のアイユーブ家
1262年にアイユーブ家の一員であるアル＝アシュラフ・ムーサーが没した後、バイバルスは彼の領土であるヒムスを併合した。ナースィルがキト・ブカに捕らえられたころ、ウマルは子のアジーズをフレグの元に派遣して臣従を申し入れた。1263年にマムルーク朝のスルターン・バイバルスは、ウマルをフレグと内通した罪状で処刑しカラクを支配下に編入した。
ハマーを統治するアル＝マンスールは、モンゴルの侵入に際して当初からマムルーク軍と共に戦っていたため、ハマーの分家はマムルーク朝の支配下で存続し続ける。1299年に最後のハマーのアイユーブ家領主が没すると、ハマーは一時的にマムルーク朝の直接支配を受ける。しかし、スルターン・ナースィル・ムハンマドの援助を受けて、1310年に著名な地理学者・著述家として知られるアブル＝フィダーを当主としてハマーのアイユーブ家は再興される。1331年にアブル＝フィダーは没し、彼の子であるアル＝アフダル・ムハンマドが跡を継いだ。マムルーク朝のスルターンからの支持を失ったアル＝アフダル・ムハンマドは1341年にハマーの支配者の地位を追われ、ハマーは正式にマムルーク朝の支配下に置かれた。
アナトリア半島南東部のヒスン・カイファはアイユーブ家に属し、フレグの子孫が支配するイルハン朝の下で1330年代まで独立を保ち続ける。イルハン朝の衰退後、1334年にヒスン・カイファはアルトゥク朝の攻撃を受けるが勝利を収め、アルトゥク朝からチグリス川の左岸部を獲得した。14世紀のヒスン・カイファのアイユーブ家は、マムルーク朝とドゥルカディル侯国に臣従する一方で居城を改修して存続していたが、16世紀初頭にヒスン・カイファはオスマン帝国の支配下に組み込まれた。

## 社会
ザンギー朝と同じく、アイユーブ朝の軍事・政治体制はセルジューク朝で実施されていたマムルーク制度とイクター（封土）制度を継承し、より発達させたものだった。
ワズィールやカーディーが文官、ハージブ（サラール）が軍人の頂点に立ち、それぞれ君主を補佐していた。軍の主力はクルド人とテュルク系のマムルークで構成され、大規模な戦争の際にはトゥルクマーンやアラブ遊牧民も招集された。後世のマムルーク朝時代の軍隊と比べると、指揮系統の組織化は発達していなかった。1187年のヒッティーンの戦いではマムルークが大きな役割を果たし、サラディンの死後に各地の領主は勢力を保持するために自己のマムルークを購入した。アッ＝サーリフは危機に際してクルド人兵士が逃亡し、マムルークたちは自分の周りに残った即位前の経験からマムルークたちの忠誠心を高く評価し、サーリフの時代にバハリー・マムルーク軍団が設置された。強大な勢力を持つようになったマムルークたちは、サーリフの子のトゥーラーン・シャーを殺害して自己の王朝を創始し、エジプト・シリアから十字軍勢力とモンゴル軍を駆逐した。また、ファーティマ朝時代にはザンジュ（黒人奴隷兵）が一定の勢力を有していたが、1169年8月にサラディンによってザンジュの蜂起が鎮圧された後、彼らの勢力はエジプトから一掃された。
サラディンは叔父シールクーフの土地政策を拡大し、1169年の初夏にファーティマ朝の軍人が所有していた土地を没収し、シリアから引き連れてきた騎士たちにイクターとして分配した。ファーティマ朝の宰相に就任したサラディンは直属の兵士にイクターを授与し、父のアイユーブに下エジプト、兄弟のトゥーラーン・シャーに上エジプトを与えた。支配体制が確立していないサラディン時代には、王族やアミールが自分が望むイクターの授与・保有を求めて国家と衝突する事例がままあった。1171年から1181年にかけて行われた検地では、イクター収入の調査以外に測量と税率の引き下げが実施され、建国されたばかりの国家の基盤づくりが進められた。アミール（軍司令官）たちはイクターから上がる収入を軍備や配下の俸禄に充て、与えられた土地の治水事業に力を注いだ。政府が実施する運河の開削・修復事業にあたっては、それぞれのアミールにイクターの収入に応じた作業が割り当てられ、工事には農民たちが駆り出された。イクターの所有者から課せられる賦役と徴税に反発して、土地の農民たちはアラブ遊牧民の協力を得てしばしば反乱を起こした。

## 人口
アイユーブ朝の支配下に置かれていた地域の正確な人口は計測されていない。Colin McEvedy、Richard Jonesは、12世紀当時のアイユーブ朝の領土の人口について、シリアは約2,700,000人、パレスチナおよびトランスヨルダンは500,000人、エジプトは5,000,000人に達する人口を擁していたと推定している。Josiah C. Russelは、同時代のレバント地方に存在した8,300の村落には2,400,000の人間が住み、10の主要都市には230,000から300,000の市民が住んでいたと考えている。10の主要都市のうち8がアイユーブ朝の支配下に置かれ、人口はエデッサ、ダマスカス、アレッポ、エルサレムの順に多かった。
|      | エデッサ | ダマスカス | アレッポ | エルサレム |
| ---- | -------- | ---------- | -------- | ---------- |
| 人口 | 24,000   | 15,000     | 14,000   | 10,000     |

またRusselは、アイユーブ朝時代のエジプトの農村地帯について、2,300の村落に3,300,000人の人間が住んでいたと見積もり、当時としては高い水準にあった人口密度はエジプトでの農業生産量の増加に貢献したと推察した。エジプトの都市部の人口は233,100人と農村地帯の人口に比べて少なく、エジプトの全人口のうち都市民が占める割合は5.7%にとどまっていた。エジプトの都市部の人口密度も高く、その原因は都市化と工業化の進展に求めることができる。当時のエジプトの主要都市の人口は、以下のように推定されている。
|      | カイロ | アレクサンドリア | クス   | ダミエッタ | ファイユーム | ビルベイス |
| ---- | ------ | ---------------- | ------ | ---------- | ------------ | ---------- |
| 人口 | 60,000 | 30,000           | 25,000 | 18,000     | 13,000       | 10,000     |

## 農業・経済

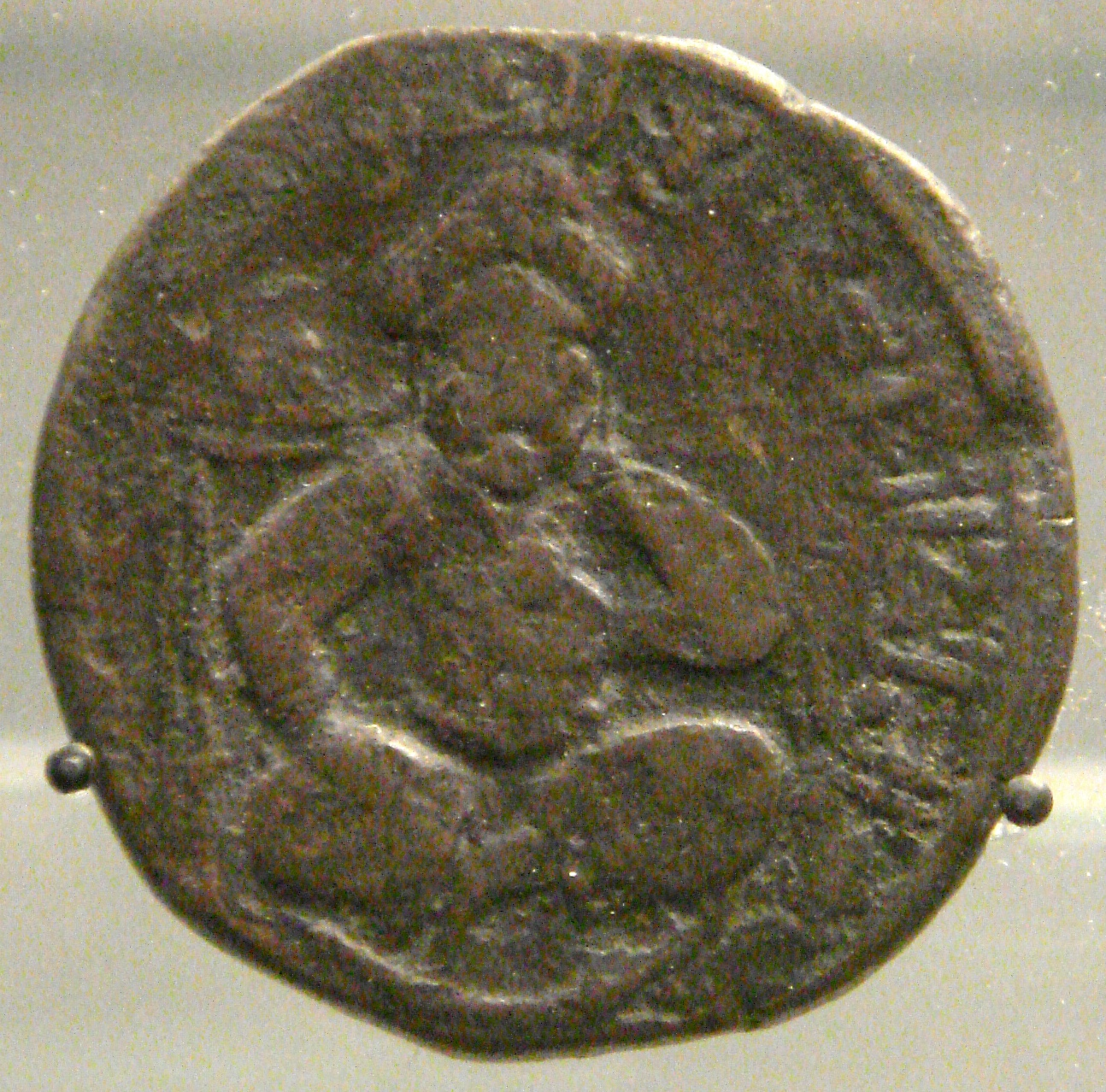
1190年に発行された硬貨

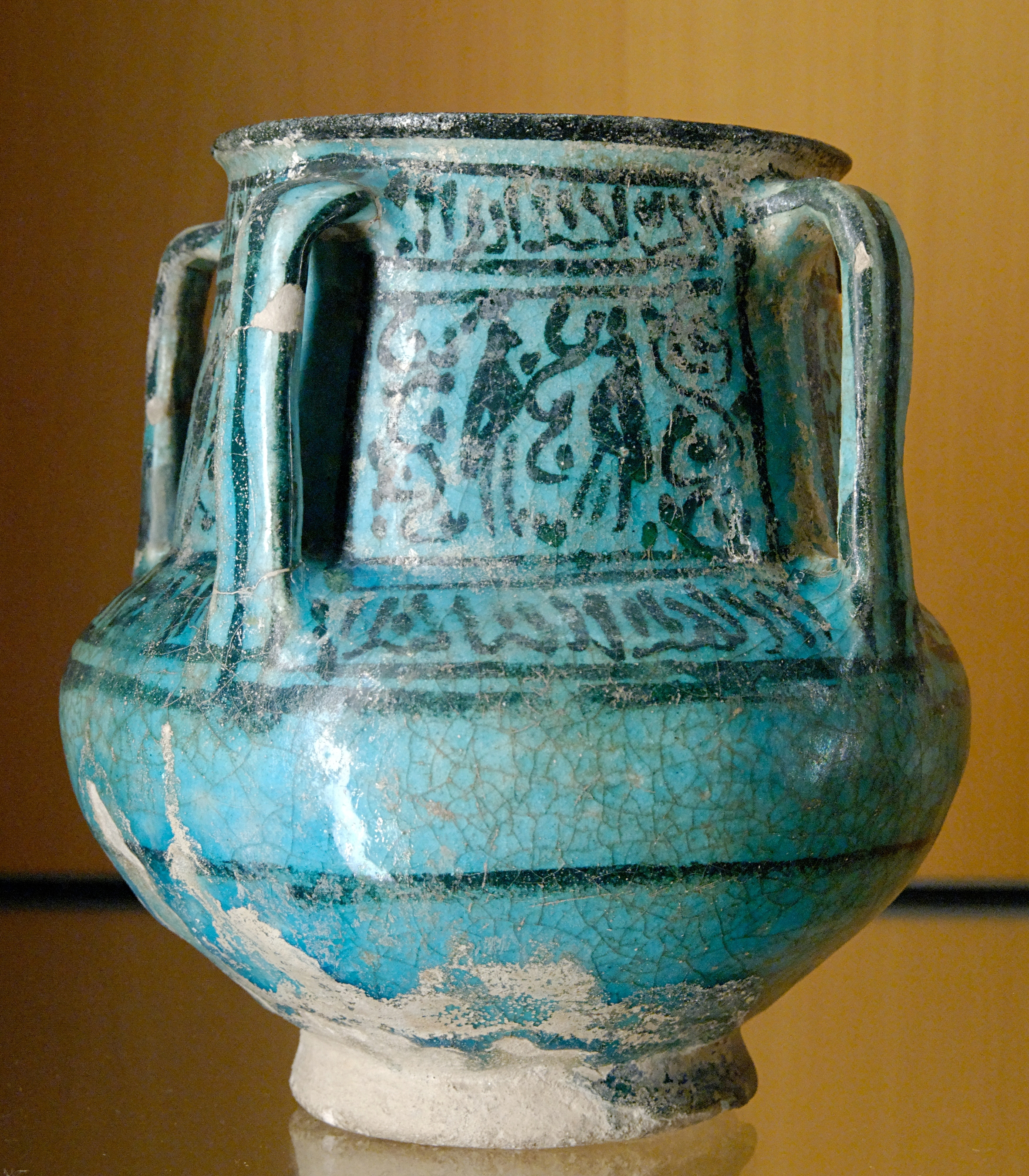
アイユーブ朝時代のエジプトで製造された陶器

アイユーブ朝の政治体制は安定していなかったものの、エジプト・シリアの経済は順調に成長を遂げていく。
アイユーブ朝では農産物の生産量を増やす様々な政策が実施され、農地の灌漑を容易に行うために運河の開削が行われた。アイユーブ朝時代のエジプトではナイル川を利用した農業が経済の基盤をなし、小麦、綿花、サトウキビの栽培が盛んになった。年間のナイル川の水量に異変が無い場合、エジプトではヨーロッパに比べて4-5倍多い量の小麦の収穫が見込まれ、シリアの1.5倍の税収が期待できた。アイユーブ朝時代にサトウキビ栽培は下エジプトから上エジプトに拡大し、砂糖商人やスルターン、アミールによる製糖工場の経営が盛んになり、砂糖は輸出品の中で重要な地位を占めるようになる。エジプト中部の農業地帯であるファイユーム地方は国家収入の財源となり、サラディンの治世にはエジプト内の全イクターからあがる収入の約8%がファイユーム地方のイクターで占められていたと考えられている。
十字軍勢力との抗争がアイユーブ朝とヨーロッパ諸国の経済関係の発展を妨げる事はなく、2つの異なる文化の接触は経済活動、農業をはじめとする様々な分野において双方に良い影響をもたらした。サラディン死後の後継者争いに勝利してエジプト・ダマスカスを勝ち取ったアル＝アーディルは、エルサレムの回復と十字軍勢力の弱体化によってサラディンが宣言したジハードに意義が見いだせないと判断し、キリスト教勢力との共存・通商関係の構築を試みた。1202年にアル＝カーミルとヴェネツィアの交渉により、ヴェネツィア船のアレキサンドリアやダミエッタなどのナイル川デルタの港湾都市への入港の許可と船舶の保護と引き換えに、ヴェネツィアはエジプト遠征を試みるヨーロッパ諸勢力に対して一切の援助を行わないことが約束された。アイユーブ朝の領土内にはヴェネツィア人の居住区が設置され、領事館の開設が認められる。ショウガ、アロエ、ミョウバン、そしてアラビア半島とインドからもたらされた香料、香水、香油がヨーロッパに輸出され、グラス、陶器、金銀細工などのイスラーム世界で製造された工芸品はヨーロッパで珍重された。アイユーブ朝と十字軍の間に生まれた交流を通して中東・中央アジアで生産された絨毯、カーペット、タペストリーが西方に紹介され、ヨーロッパ世界の衣服や家具の様式に新しい風を吹き込んだ。また、アイユーブ朝およびザンギー朝との交易によって、ゴマ、キャロブ、キビ、コメ、レモン、メロン、アンズ、エシャロットといった植物がヨーロッパにもたらされた。
イラク方面の混乱のため、東西交易においては紅海を経た海路が主要な経路になり、カイロ、アレクサンドリアは交易の拠点として繁栄する。紅海の安全を確保するために保安船の配備、中継基地の建設が実施され、紅海を通る商人はその恩恵に与ることができた。イエメンのアデンから紅海、ナイル川を経てカイロ、アレクサンドリアに至るルートではカーリミー商人が活躍し、彼らは香辛料、絹織物、陶磁器などの商取引に従事していた。アイユーブ朝は十字軍勢力と紅海交易の独占権を巡って争い、1183年にアイザーブ沖での戦闘でエジプト艦隊が十字軍艦隊を破った後、カーリミー商人が紅海交易を独占した。カーリミー商人は地中海方面の交易活動ではジェノヴァ、ヴェネツィアの商人と競合していたが、紅海では交易活動の独占権を有していたため、国際貿易においてアイユーブ朝は強力な地位を保っていた。そして、インド洋を経た交易活動も、カーリミー商人が半ば独占する形で展開されていた。カーリミー商人のインド交易の活性化に伴い、彼らから徴収した諸々の税金で国庫が潤された。アイユーブ朝からマムルーク朝にかけての時期にカーリミー商人の活動は活発化し、財政収入の増加にも貢献した。
国際貿易の発展に伴い、債権と銀行制度の基本的な原則も発達していった。ユダヤ人、イタリア人の銀行家はシリアに代理店を置き、経常的に営業する店舗には遠方の主人に代わって取引に従事する人間が駐在していた。商取引には手形が用いられ、シリア各地の銀行では預金制度が利用されていた。カーミルの治世には国家財政は厳格に統制され、彼の死後に国家予算の1年分に相当する貯蓄が遺されたと言われている。また、13世紀のイタリアではレヴァント交易（東方交易）に従事したイタリア商人によって、イスラーム諸国から支払手形の概念が導入される。「小切手」を意味するアラビア語のサック（ṣaqq）、ペルシア語のチェック（cheqq）が英語のチェック（cheque）の語源になったと考えられている。
安定した農業活動とカーリミー商人の活躍により、カイロはバグダードに代わる大都市への発展を遂げていく。

## 文化

### 教育
スンナ派保護の方針もあって、アイユーブ朝時代にはエジプト、シリアに多くのマドラサ（神学校）が建設される。国家によって建てられたマドラサは教育以外に、スンナ派の知識を普及させる役割も備えていた。16世紀までにダマスカスに建てられたマドラサのうち、約半数がアイユーブ朝時代に建設されたもので占められていた。12世紀末の旅行家イブン・ジュバイルは、サラディン時代のダマスカスには20のマドラサ、数多くのスーフィーの道場が建てられていたことを記録し、マドラサの建築事業はサラディンより後のアイユーブ朝のスルターンに継承された。そしてスルターンだけでなくスルターンの妻や娘、有力な軍人や貴族もマドラサの建設と資金援助に携わっていた。
アイユーブ朝ではシャーフィイー学派が主要な地位を占めていたが、シャーフィイー学派以外のスンナ派四大法学派のマドラサも建設される。アイユーブ朝成立前のシリアにはハンバル学派とマーリク学派のマドラサは存在していなかったが、アイユーブ朝期にシリアに初めてこの2つの学派のための独立したマドラサが設置された。1170年秋にカイロにシャーフィイー学派とマーリク学派のマドラサが開設され、翌1171年にサラディンの甥タキー・アッディーン・ウマルによってより豪華なマドラサが建設された。サラディンに仕えた学者のイブン・シャッダードによれば、当時のダマスカスには40のシャーフィイー学派のマドラサ、34のハナフィー学派のマドラサ、10のハンバル学派のマドラサ、最後に3つのマーリク学派のマドラサが存在していたという。シーア派の最高学府であるアル＝アズハル大学の存在は軽んじられ、マムルーク朝の成立までアズハル大学の影響力は失われる。
サラディンと彼の後継者は他のイスラーム国家の権力者と異なり、権勢を誇示するための大規模なモスクの建設事業を行っておらず、マドラサの建設事業に熱意を注いでいた。エジプトにスンナ派を復活させたサラディンはこの地に10のマドラサを建設し、彼の死後にエジプトにはさらに25のマドラサが建てられたが、それらのマドラサの場所はフスタートに集中していた。エジプトに建てられた多くのマドラサはシャーフィイー学派に属し、残りはマーリク学派とハナフィー学派に属していた。イマームのアッ＝シャーフィイーの廟に隣接する場所に建てられたマドラサは重要な巡礼地となり、スンナ派の信奉者が多く集まる場所となった。エジプト、エルサレム、ダマスカスには高官によって26のマドラサが建てられたほか、当時としては珍しく市民によって18のマドラサがエジプトに建てられ、その中には2つの医療機関が含まれていた。
マドラサには原則的に教師と学生が寄宿する規定が設けられており、多くのマドラサは住宅としての役割も備えていた。教師たちは法学、神学、伝統的なイスラーム諸学を教授し、彼らの給与はマドラサのワクフから捻出されていた。そして学生たちは宿舎、研究を志す様々な分野の教授、定期的な奨学金を利用する事ができ、彼らが必要とするものはおおよそ与えられていた。アイユーブ朝時代の社会ではマドラサは権威ある機関と考えられ、マドラサで教育を受けていない人間は公職に就くことができなかった。しかし、アイユーブ朝時代に建設されたマドラサの多くは、教育・居住に十分な空間が確保されていなかった。多くのマドラサには建設者の墓が併設されており、墓は校舎とともにワクフによって維持され、近接する校舎で詠唱されるコーランによって埋葬された死者の魂の安寧が保障される恩恵に与ることができた。このためマドラサは学究機関以外に霊廟としての役割も備えるようになり、後継国家のマムルーク朝でもこの傾向は続いた。

### 研究活動
高度な教育を受けたアイユーブ朝の君主は学問と教育の有力な保護者となり、新たに建設された研究・教育機関と王朝内の学芸の保護者によって、様々な分野でスンナ派の知的活動が復活し、特に医学、薬学、植物学の分野に関心が集まった。アイユーブ朝時代のエジプト、シリア、メソポタミアには多くの学者、医師が集まり、カイロにはイブン・マイムーン（マイモニデス）、アブドゥルラティーフ・バグダーディーなどの学者が集まった。医師の中にはアイユーブ朝の王族に直接雇われ、スルターンの侍医になった者もいた。また、サラディンはヌールッディーンがダマスカスに建設した病院を模して、カイロに二つの病院を建設した。

### 建築

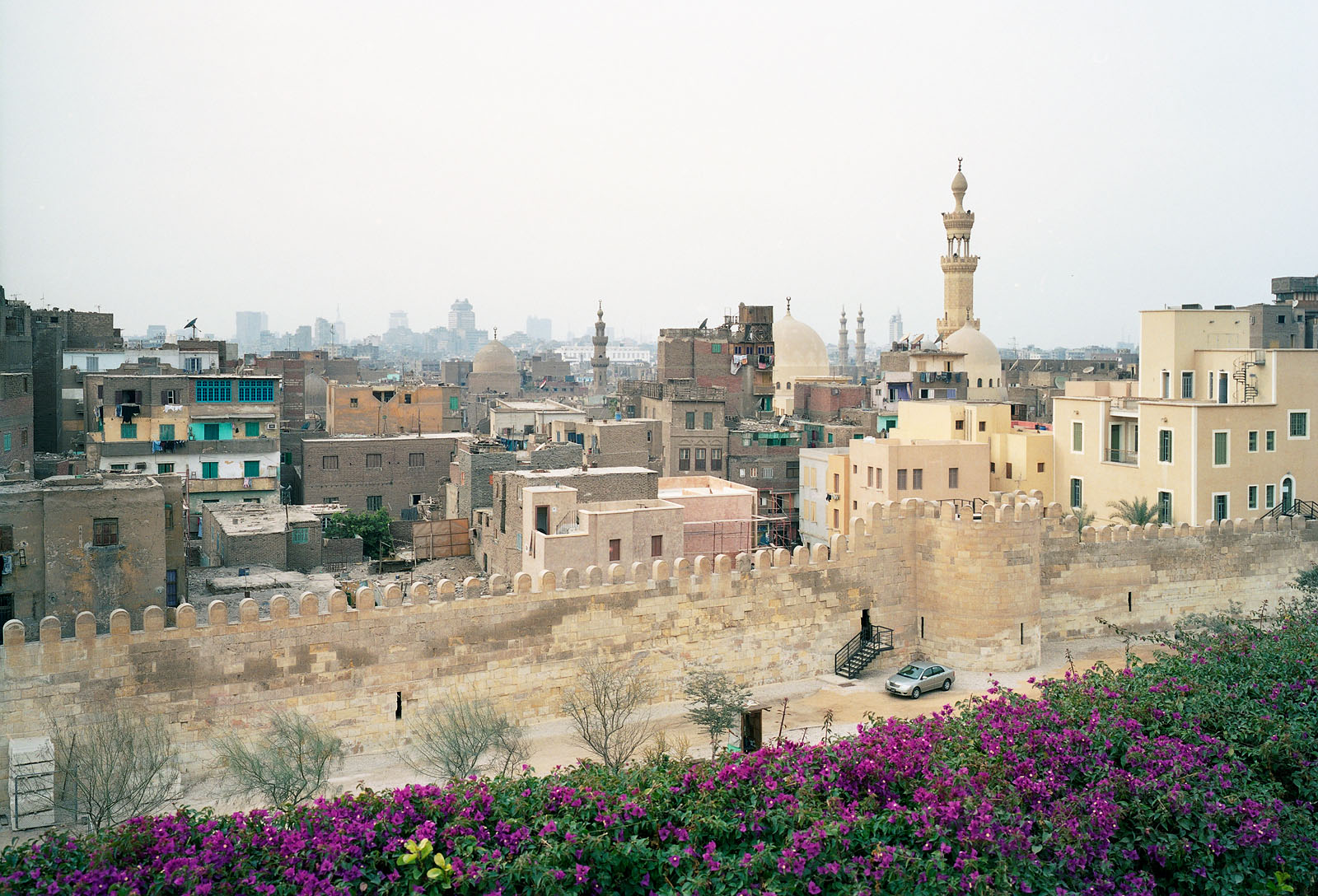
カイロのアズハル公園に残るアイユーブ朝時代の城壁（2006年1月撮影）

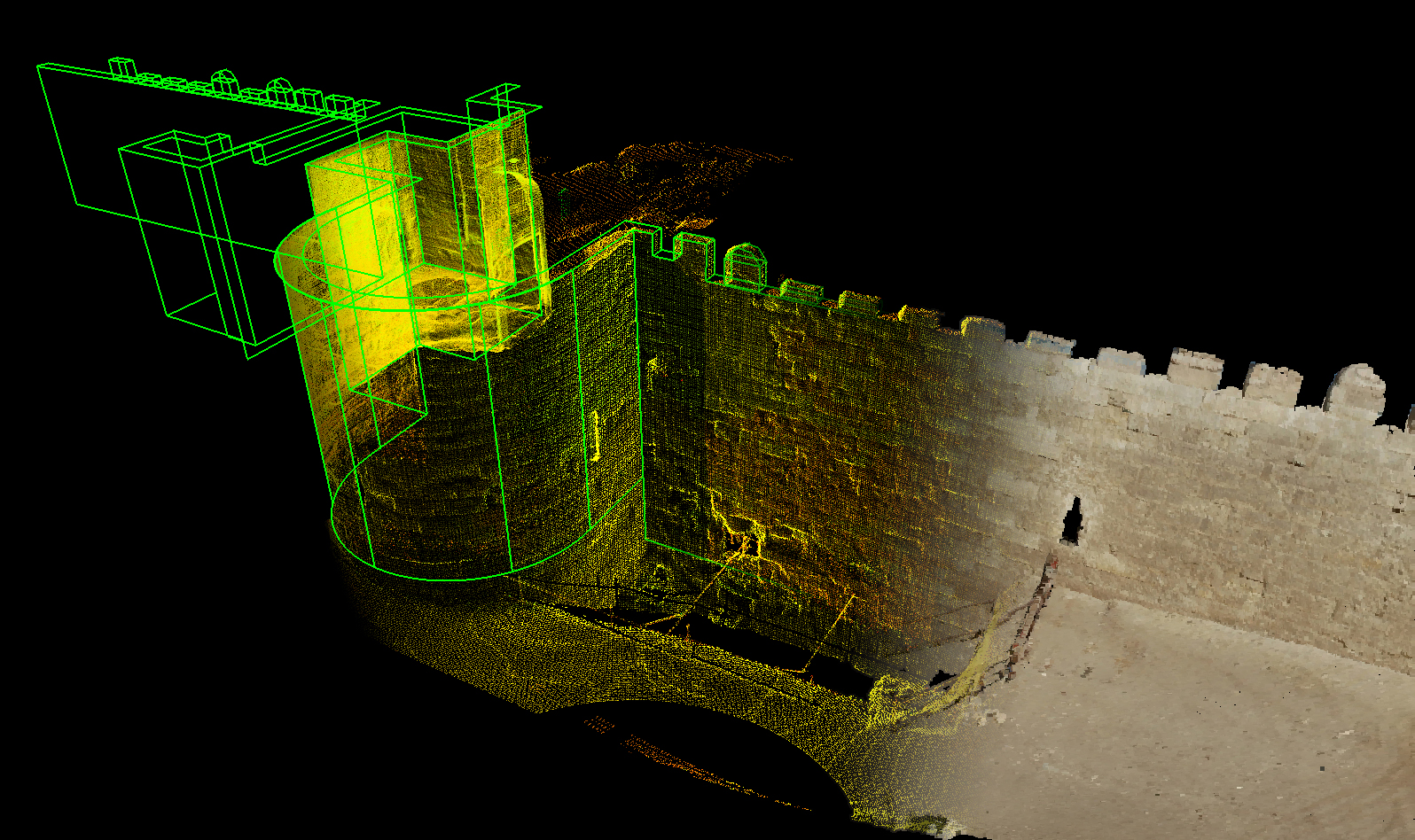
アズハル公園の外に建てられたal-Barqiyya門の3Dスキャン。

頑強かつ美しい石材を生かした力強さがアイユーブ朝時の建築物の特徴であるが、同時に装飾が過剰であるという指摘もされている。自然の地形に沿った城壁の構築といった、アイユーブ朝の要塞の建築に用いられた技術の一部は十字軍から吸収したものだった。アイユーブ朝はファーティマ朝から出し狭間、円塔などの多くの建設技法を継承していたが、同時に円状の都市計画をはじめとする独特の様式の発達も見られた。アイユーブ朝期にエジプトに建てられたマドラサは姿を留めていないものの建築史に影響を与え、アイユーブ朝で育まれた古典的なアラブ風建築様式はマムルーク朝に継承される。一方、モスク建築の技術はファーティマ朝時代のものと比べて大きな変化は見られない。
アイユーブ家、地方の統治者、ウラマー（学者）などの有力者の家に生まれた女性は建築事業の熱心な後援者にも成り得た。ダマスカスは長きにわたって女性による宗教施設の建設事業が推進された場所であり、15のマドラサ、6のスーフィーの道場、26の宗教・慈善施設が建てられた。
ファーティマ朝の宰相に就任したサラディンはカイロ市内の「宰相の館」で政務を執っていたが、カイロの市街地化が進展したために館の警備に困難をきたし、サラディンはカイロ郊外に新たな居城の建設を計画した。カイロ南のムカッタム（モカッタム）の丘に城砦が建設され、サラディン没後の1207年に完成した城砦は19世紀に至るまでエジプトの君主の居城として使用された。サラディンはフスタートとカイロを囲む城壁の建設も試みたが、完成には至らなかった。サラディンが建築した王の居城とカイロの旧市街を結ぶ道に沿って新たな市街地が形成され、後代のカイロの発展の方向性が定まった。
アイユーブ朝期にはシリア北部のアレッポに印象的な建築物が多く建てられ、城塞の修復と用水路の拡張、通りと街区への噴水とハンマーム（公衆浴場）の設置といったインフラストラクチャーの整備が実施される。また、町の各地に数十のモスク、マドラサ、霊廟が建立された。アレッポの街並みに大きな変化が現れたのは、サラディンの子アッ＝ザーヒル・ガーズィーの時代である。城塞、用水路、砦、城壁の外の地域の開発の4点に、アイユーブ朝時代のアレッポで実施された建設事業の成果が遺されている。ザンギー朝のヌールッディーンによって建てられた城壁がアッ＝ザーヒルによって取り払われた時から町の再開発が始まり、頻繁に外敵の攻撃に晒されたal-Jinan門とal-Nasr.門の間に広がる北・北西の城壁の修復が行われた。東側の城壁は南東に拡張された際、アッ＝ザーヒルの希望を汲んで市外の荒廃した要塞Qala'at al-Sharifが城壁の中に収められる。また、アレッポでの建築・城壁の拡張にはアッ＝ザーヒルだけでなく彼の息子や配下の将校たちも関わっており、塔の中には王子たちの名前が刻まれたものもある。アル＝アーディルの娘Dayfaの後援によってアレッポに建てられたフィルダウス・マドラサは、アイユーブ朝時代のシリアに建てられた代表的な建物として知られている。1256年にアン＝ナースィル・ユースフによって再建されたキンナスリーン門は、中世シリアの軍事建築の最高傑作として名高い。1260年のモンゴル軍の攻撃でアレッポは多大な被害を受け、アイユーブ朝期に建設された防御施設のほとんどが失われた。
サラディンによってエルサレムが占領された後、町では家屋、スーク（市場）、ハンマーム、巡礼者のための宿泊所の建設に多額の費用が投入され、エルサレム旧市街の神殿の丘に多くの施設が建てられた。エルサレムを占領したサラディンは、アクサー・モスクと岩のドームからキリスト教的な要素を取り除こうと試みた。アクサー・モスクに描かれたキリスト教の図柄が取り払われ、岩のドームの内部に置かれている巨石から覆っていた大理石が剥がされた後、石はサラディンの甥タキーウッディーン・ウマルによってバラ水で清められる。エルサレム内の多くのキリスト教会はモスク、マドラサに改装されたが、聖墳墓教会はキリスト教会のまま留め置かれた。聖アンナ教会はサラディンの名前を冠したマドラサに、聖墳墓教会近くの大司教館はダルヴィーシュ（スーフィーの修行者）の宿泊所に改築される。1217年にアクサー・モスクのミフラーブが修復され、アル＝ムアッザムによってモスク北側の3つの門にポーチが取り付けられた。1219年の第5回十字軍に際し、十字軍によってエルサレムの城壁が利用されることを恐れたムアッザムは城壁を取り壊した。町に愛着を持つ人々はダビデの塔をはじめとする防御施設の破壊を嘆き、城壁の破壊が住民に不安を与えたために人口の流出と町の衰退を招いた。

## 歴代君主
1. サラーフッディーン（在位：1169年 - 1193年）
2. アル＝アジーズ（在位：1193年 - 1198年）
3. アル＝マンスール・ムハンマド1世（在位：1198年 - 1200年）
4. アル＝アーディル（在位：1200年 - 1218年）
5. アル＝カーミル（在位：1218年 - 1238年）
6. アル＝アーディル2世（在位：1238年 - 1240年）
7. サーリフ（在位：1240年 - 1249年）
8. トゥーラーン・シャー（在位：1249年 - 1250年）
9. アル＝アシュラフ・ムーサー（在位：1250年 - 1254年）

### ダマスカス
1. サラーフッディーン（在位：1174年 - 1193年）
2. アル＝アフダル（在位：1193年 - 1196年）
3. アル＝アーディル（在位：1196年 - 1218年）
4. アル＝ムアッザム（在位：1218年 - 1227年）
5. アン＝ナースィル・ダーウード（在位：1227年 - 1229年）
6. アル＝アシュラフ（在位：1229年 - 1237年）
7. アッ＝サーリフ・イスマーイール（在位：1237年 - 1238年）
8. アル＝カーミル（在位：1238年）
9. アル＝アーディル2世（在位：1238年 - 1239年）
10. アッ＝サーリフ・ナジュムッディーン・アイユーブ（在位：1239年）
11. アッ＝サーリフ・イスマーイール（復位・在位：1239年 - 1245年）
12. アッ＝サーリフ・ナジュムッディーン・アイユーブ（復位・在位：1245年 - 1249年）
13. トゥーラーン・シャー（在位：1249年 - 1250年）
14. アン＝ナースィル・ユースフ（在位1250年 - 1260年）

### ハマー
1. アル＝ムザッファル・ウマル（在位：1179年- - 1191年、サラーフッディンの兄弟シャーハンシャーの息子）
2. アル＝マンスール・ムハンマド（在位：1191年 - 1222年）
3. アン＝ナースィル・キリジ・アルスラーン（在位：1222年 - 1230年）
4. アル＝ムザッファル・マフムード（在位：1230年 - 1245年）
5. アル＝マンスール・ムハンマド2世（在位：1245年 - 1284年）
6. アル＝マンスール・マフムード
7. アル＝ムアイヤド・アブル＝フィダーウ（地理学者として有名）
8. アル＝アフダル・ムハンマド

### イエメン
1. トゥーラーン・シャー（在位：1174年 - 1181年、サラーフッディーンの兄）
2. トゥグ＝ティキーン（在位：1181年 - 1202年、上記のトゥーラーン・シャーとサラーフッディーンの兄弟）
3. アル＝ムイッズ・イスマーイール（在位：1202年 - 1203年、トゥグ＝ティキーンの息子）
4. アン＝ナースィル（在位：1203年 - 1203年、アル＝ムイッズ・イスマーイールの兄弟）
5. ガーズィー・イブン・ジュバイル（在位：1203年 - 1214年）
6. スライマーン（在位：1214年 - 1216年、トゥーラーン・シャーの子タキーユッディーン・ウマルの子）
7. アル＝マスウード（在位：1216年 - 1229年、エジプトのスルターン・アル＝カーミルの息子）
8. ユースフ（在位：1229年 - 1240年）

## 系図

### 諸家
|  |  |                                                    |                                                    |                                                    |                                                    |                                                    |                                                    |  |  |                               |                               |                               |                               |                               |                               |  |  |                                   |                                   |                                   |                                   |                                   |                                   |  |  | シャーディー・イブン・マルワーン          |                                           |                                           |                                           |                                           |                                           |  |  |                                                        |                                                        |                                                        |                                                        |                                                        |                                                        |  |  |                                             |                                             |                                             |                                             |                                             |                                             |  |  |                               |                               |                               |                               |                               |                               |  |  |                                                   |                                                   |                                                   |                                                   |                                                   |                                                   |  |  |                                            |                                            |                                            |                                            |                                            |                                            |  |  |                             |                             |                             |                             |                             |                             |  |  |                                         |                                         |                                         |                                         |                                         |                                         |  |  |  |  |  |  |  |  |  |  |  |  |  |  |  |  |  |  |  |  |  |  |  |  |  |  |  |  |  |  |  |  |  |  |  |  |  |  |  |  |  |  |  |  |  |  |  |  |  |  |  |  |  |  |  |  |  |  |  |  |  |  |  |  |  |  |  |  |  |  |
|  |  |                                                    |                                                    |                                                    |                                                    |                                                    |                                                    |  |  |                               |                               |                               |                               |                               |                               |  |  |                                   |                                   |                                   |                                   |                                   |                                   |  |  |                                           |                                           |                                           |                                           |                                           |                                           |  |  |                                                        |                                                        |                                                        |                                                        |                                                        |                                                        |  |  |                                             |                                             |                                             |                                             |                                             |                                             |  |  |                               |                               |                               |                               |                               |                               |  |  |                                                   |                                                   |                                                   |                                                   |                                                   |                                                   |  |  |                                            |                                            |                                            |                                            |                                            |                                            |  |  |                             |                             |                             |                             |                             |                             |  |  |                                         |                                         |                                         |                                         |                                         |                                         |  |  |  |  |  |  |  |  |  |  |  |  |  |  |  |  |  |  |  |  |  |  |  |  |  |  |  |  |  |  |  |  |  |  |  |  |  |  |  |  |  |  |  |  |  |  |  |  |  |  |  |  |  |  |  |  |  |  |  |  |  |  |  |  |  |  |  |  |  |  |
|  |  |                                                    |                                                    |                                                    |                                                    |                                                    |                                                    |  |  |                               |                               |                               |                               |                               |                               |  |  |                                   |                                   |                                   |                                   |                                   |                                   |  |  |                                           |                                           |                                           |                                           |                                           |                                           |  |  |                                                        |                                                        |                                                        |                                                        |                                                        |                                                        |  |  |                                             |                                             |                                             |                                             |                                             |                                             |  |  |                               |                               |                               |                               |                               |                               |  |  |                                                   |                                                   |                                                   |                                                   |                                                   |                                                   |  |  |                                            |                                            |                                            |                                            |                                            |                                            |  |  |                             |                             |                             |                             |                             |                             |  |  |                                         |                                         |                                         |                                         |                                         |                                         |  |  |  |  |  |  |  |  |  |  |  |  |  |  |  |  |  |  |  |  |  |  |  |  |  |  |  |  |  |  |  |  |  |  |  |  |  |  |  |  |  |  |  |  |  |  |  |  |  |  |  |  |  |  |  |  |  |  |  |  |  |  |  |  |  |  |  |  |  |  |
|  |  |                                                    |                                                    |                                                    |                                                    |                                                    |                                                    |  |  |                               |                               |                               |                               |                               |                               |  |  | ナジムッディーン・アイユーブ      | ナジムッディーン・アイユーブ      | ナジムッディーン・アイユーブ      | ナジムッディーン・アイユーブ      | ナジムッディーン・アイユーブ      | ナジムッディーン・アイユーブ      |  |  |                                           |                                           |                                           |                                           |                                           |                                           |  |  |                                                        |                                                        |                                                        |                                                        |                                                        |                                                        |  |  |                                             |                                             |                                             |                                             |                                             |                                             |  |  |                               |                               |                               |                               |                               |                               |  |  |                                                   |                                                   |                                                   |                                                   |                                                   |                                                   |  |  |                                            |                                            |                                            |                                            |                                            |                                            |  |  |                             |                             |                             |                             |                             |                             |  |  | シール・クーフ                          | シール・クーフ                          | シール・クーフ                          | シール・クーフ                          | シール・クーフ                          | シール・クーフ                          |  |  |  |  |  |  |  |  |  |  |  |  |  |  |  |  |  |  |  |  |  |  |  |  |  |  |  |  |  |  |  |  |  |  |  |  |  |  |  |  |  |  |  |  |  |  |  |  |  |  |  |  |  |  |  |  |  |  |  |  |  |  |  |  |  |  |  |  |  |  |
|  |  |                                                    |                                                    |                                                    |                                                    |                                                    |                                                    |  |  |                               |                               |                               |                               |                               |                               |  |  | ナジムッディーン・アイユーブ      | ナジムッディーン・アイユーブ      | ナジムッディーン・アイユーブ      | ナジムッディーン・アイユーブ      | ナジムッディーン・アイユーブ      | ナジムッディーン・アイユーブ      |  |  |                                           |                                           |                                           |                                           |                                           |                                           |  |  |                                                        |                                                        |                                                        |                                                        |                                                        |                                                        |  |  |                                             |                                             |                                             |                                             |                                             |                                             |  |  |                               |                               |                               |                               |                               |                               |  |  |                                                   |                                                   |                                                   |                                                   |                                                   |                                                   |  |  |                                            |                                            |                                            |                                            |                                            |                                            |  |  |                             |                             |                             |                             |                             |                             |  |  | シール・クーフ                          | シール・クーフ                          | シール・クーフ                          | シール・クーフ                          | シール・クーフ                          | シール・クーフ                          |  |  |  |  |  |  |  |  |  |  |  |  |  |  |  |  |  |  |  |  |  |  |  |  |  |  |  |  |  |  |  |  |  |  |  |  |  |  |  |  |  |  |  |  |  |  |  |  |  |  |  |  |  |  |  |  |  |  |  |  |  |  |  |  |  |  |  |  |  |  |
|  |  |                                                    |                                                    |                                                    |                                                    |                                                    |                                                    |  |  |                               |                               |                               |                               |                               |                               |  |  |                                   |                                   |                                   |                                   |                                   |                                   |  |  |                                           |                                           |                                           |                                           |                                           |                                           |  |  |                                                        |                                                        |                                                        |                                                        |                                                        |                                                        |  |  |                                             |                                             |                                             |                                             |                                             |                                             |  |  |                               |                               |                               |                               |                               |                               |  |  |                                                   |                                                   |                                                   |                                                   |                                                   |                                                   |  |  |                                            |                                            |                                            |                                            |                                            |                                            |  |  |                             |                             |                             |                             |                             |                             |  |  |                                         |                                         |                                         |                                         |                                         |                                         |  |  |  |  |  |  |  |  |  |  |  |  |  |  |  |  |  |  |  |  |  |  |  |  |  |  |  |  |  |  |  |  |  |  |  |  |  |  |  |  |  |  |  |  |  |  |  |  |  |  |  |  |  |  |  |  |  |  |  |  |  |  |  |  |  |  |  |  |  |  |
|  |  | トゥーラーン・シャー イエメン領主 バールベック領主 | トゥーラーン・シャー イエメン領主 バールベック領主 | トゥーラーン・シャー イエメン領主 バールベック領主 | トゥーラーン・シャー イエメン領主 バールベック領主 | トゥーラーン・シャー イエメン領主 バールベック領主 | トゥーラーン・シャー イエメン領主 バールベック領主 |  |  |                               |                               |                               |                               |                               |                               |  |  | サラーフッディーン （サラディン） | サラーフッディーン （サラディン） | サラーフッディーン （サラディン） | サラーフッディーン （サラディン） | サラーフッディーン （サラディン） | サラーフッディーン （サラディン） |  |  |                                           |                                           |                                           |                                           |                                           |                                           |  |  |                                                        |                                                        |                                                        |                                                        |                                                        |                                                        |  |  | トゥグ＝ティキーン イエメン領主             | トゥグ＝ティキーン イエメン領主             | トゥグ＝ティキーン イエメン領主             | トゥグ＝ティキーン イエメン領主             | トゥグ＝ティキーン イエメン領主             | トゥグ＝ティキーン イエメン領主             |  |  |                               |                               |                               |                               |                               |                               |  |  | ヌールッダウラ・シャーハンシャー                  | ヌールッダウラ・シャーハンシャー                  | ヌールッダウラ・シャーハンシャー                  | ヌールッダウラ・シャーハンシャー                  | ヌールッダウラ・シャーハンシャー                  | ヌールッダウラ・シャーハンシャー                  |  |  |                                            |                                            |                                            |                                            |                                            |                                            |  |  | アル＝アーディル スルターン | アル＝アーディル スルターン | アル＝アーディル スルターン | アル＝アーディル スルターン | アル＝アーディル スルターン | アル＝アーディル スルターン |  |  | アル＝カーヒル・ムハンマド              | アル＝カーヒル・ムハンマド              | アル＝カーヒル・ムハンマド              | アル＝カーヒル・ムハンマド              | アル＝カーヒル・ムハンマド              | アル＝カーヒル・ムハンマド              |  |  |  |  |  |  |  |  |  |  |  |  |  |  |  |  |  |  |  |  |  |  |  |  |  |  |  |  |  |  |  |  |  |  |  |  |  |  |  |  |  |  |  |  |  |  |  |  |  |  |  |  |  |  |  |  |  |  |  |  |  |  |  |  |  |  |  |  |  |  |
|  |  | トゥーラーン・シャー イエメン領主 バールベック領主 | トゥーラーン・シャー イエメン領主 バールベック領主 | トゥーラーン・シャー イエメン領主 バールベック領主 | トゥーラーン・シャー イエメン領主 バールベック領主 | トゥーラーン・シャー イエメン領主 バールベック領主 | トゥーラーン・シャー イエメン領主 バールベック領主 |  |  |                               |                               |                               |                               |                               |                               |  |  | サラーフッディーン （サラディン） | サラーフッディーン （サラディン） | サラーフッディーン （サラディン） | サラーフッディーン （サラディン） | サラーフッディーン （サラディン） | サラーフッディーン （サラディン） |  |  |                                           |                                           |                                           |                                           |                                           |                                           |  |  |                                                        |                                                        |                                                        |                                                        |                                                        |                                                        |  |  | トゥグ＝ティキーン イエメン領主             | トゥグ＝ティキーン イエメン領主             | トゥグ＝ティキーン イエメン領主             | トゥグ＝ティキーン イエメン領主             | トゥグ＝ティキーン イエメン領主             | トゥグ＝ティキーン イエメン領主             |  |  |                               |                               |                               |                               |                               |                               |  |  | ヌールッダウラ・シャーハンシャー                  | ヌールッダウラ・シャーハンシャー                  | ヌールッダウラ・シャーハンシャー                  | ヌールッダウラ・シャーハンシャー                  | ヌールッダウラ・シャーハンシャー                  | ヌールッダウラ・シャーハンシャー                  |  |  |                                            |                                            |                                            |                                            |                                            |                                            |  |  | アル＝アーディル スルターン | アル＝アーディル スルターン | アル＝アーディル スルターン | アル＝アーディル スルターン | アル＝アーディル スルターン | アル＝アーディル スルターン |  |  | アル＝カーヒル・ムハンマド              | アル＝カーヒル・ムハンマド              | アル＝カーヒル・ムハンマド              | アル＝カーヒル・ムハンマド              | アル＝カーヒル・ムハンマド              | アル＝カーヒル・ムハンマド              |  |  |  |  |  |  |  |  |  |  |  |  |  |  |  |  |  |  |  |  |  |  |  |  |  |  |  |  |  |  |  |  |  |  |  |  |  |  |  |  |  |  |  |  |  |  |  |  |  |  |  |  |  |  |  |  |  |  |  |  |  |  |  |  |  |  |  |  |  |  |
|  |  |                                                    |                                                    |                                                    |                                                    |                                                    |                                                    |  |  |                               |                               |                               |                               |                               |                               |  |  |                                   |                                   |                                   |                                   |                                   |                                   |  |  |                                           |                                           |                                           |                                           |                                           |                                           |  |  |                                                        |                                                        |                                                        |                                                        |                                                        |                                                        |  |  |                                             |                                             |                                             |                                             |                                             |                                             |  |  |                               |                               |                               |                               |                               |                               |  |  |                                                   |                                                   |                                                   |                                                   |                                                   |                                                   |  |  |                                            |                                            |                                            |                                            |                                            |                                            |  |  |                             |                             |                             |                             |                             |                             |  |  |                                         |                                         |                                         |                                         |                                         |                                         |  |  |  |  |  |  |  |  |  |  |  |  |  |  |  |  |  |  |  |  |  |  |  |  |  |  |  |  |  |  |  |  |  |  |  |  |  |  |  |  |  |  |  |  |  |  |  |  |  |  |  |  |  |  |  |  |  |  |  |  |  |  |  |  |  |  |  |  |  |  |
|  |  | タキーユッディーン・ウマル                         | タキーユッディーン・ウマル                         | タキーユッディーン・ウマル                         | タキーユッディーン・ウマル                         | タキーユッディーン・ウマル                         | タキーユッディーン・ウマル                         |  |  | アル＝アフダル ダマスカス領主 | アル＝アフダル ダマスカス領主 | アル＝アフダル ダマスカス領主 | アル＝アフダル ダマスカス領主 | アル＝アフダル ダマスカス領主 | アル＝アフダル ダマスカス領主 |  |  | アル＝アジーズ                    | アル＝アジーズ                    | アル＝アジーズ                    | アル＝アジーズ                    | アル＝アジーズ                    | アル＝アジーズ                    |  |  | アル＝マリク・アル＝ザーヒル アレッポ領主 | アル＝マリク・アル＝ザーヒル アレッポ領主 | アル＝マリク・アル＝ザーヒル アレッポ領主 | アル＝マリク・アル＝ザーヒル アレッポ領主 | アル＝マリク・アル＝ザーヒル アレッポ領主 | アル＝マリク・アル＝ザーヒル アレッポ領主 |  |  | アル＝ザーフィル・カディル                             | アル＝ザーフィル・カディル                             | アル＝ザーフィル・カディル                             | アル＝ザーフィル・カディル                             | アル＝ザーフィル・カディル                             | アル＝ザーフィル・カディル                             |  |  | アル＝ムイッズ・イスマーイール イエメン領主 | アル＝ムイッズ・イスマーイール イエメン領主 | アル＝ムイッズ・イスマーイール イエメン領主 | アル＝ムイッズ・イスマーイール イエメン領主 | アル＝ムイッズ・イスマーイール イエメン領主 | アル＝ムイッズ・イスマーイール イエメン領主 |  |  | アン＝ナースィル イエメン領主 | アン＝ナースィル イエメン領主 | アン＝ナースィル イエメン領主 | アン＝ナースィル イエメン領主 | アン＝ナースィル イエメン領主 | アン＝ナースィル イエメン領主 |  |  | ファルク・シャー バールベック領主                 | ファルク・シャー バールベック領主                 | ファルク・シャー バールベック領主                 | ファルク・シャー バールベック領主                 | ファルク・シャー バールベック領主                 | ファルク・シャー バールベック領主                 |  |  | タキアッディーン・ウマル ハマー領主        | タキアッディーン・ウマル ハマー領主        | タキアッディーン・ウマル ハマー領主        | タキアッディーン・ウマル ハマー領主        | タキアッディーン・ウマル ハマー領主        | タキアッディーン・ウマル ハマー領主        |  |  | エジプトのスルターン        | エジプトのスルターン        | エジプトのスルターン        | エジプトのスルターン        | エジプトのスルターン        | エジプトのスルターン        |  |  | シールクーフ2世 ホムス領主              | シールクーフ2世 ホムス領主              | シールクーフ2世 ホムス領主              | シールクーフ2世 ホムス領主              | シールクーフ2世 ホムス領主              | シールクーフ2世 ホムス領主              |  |  |  |  |  |  |  |  |  |  |  |  |  |  |  |  |  |  |  |  |  |  |  |  |  |  |  |  |  |  |  |  |  |  |  |  |  |  |  |  |  |  |  |  |  |  |  |  |  |  |  |  |  |  |  |  |  |  |  |  |  |  |  |  |  |  |  |  |  |  |
|  |  | タキーユッディーン・ウマル                         | タキーユッディーン・ウマル                         | タキーユッディーン・ウマル                         | タキーユッディーン・ウマル                         | タキーユッディーン・ウマル                         | タキーユッディーン・ウマル                         |  |  | アル＝アフダル ダマスカス領主 | アル＝アフダル ダマスカス領主 | アル＝アフダル ダマスカス領主 | アル＝アフダル ダマスカス領主 | アル＝アフダル ダマスカス領主 | アル＝アフダル ダマスカス領主 |  |  | アル＝アジーズ                    | アル＝アジーズ                    | アル＝アジーズ                    | アル＝アジーズ                    | アル＝アジーズ                    | アル＝アジーズ                    |  |  | アル＝マリク・アル＝ザーヒル アレッポ領主 | アル＝マリク・アル＝ザーヒル アレッポ領主 | アル＝マリク・アル＝ザーヒル アレッポ領主 | アル＝マリク・アル＝ザーヒル アレッポ領主 | アル＝マリク・アル＝ザーヒル アレッポ領主 | アル＝マリク・アル＝ザーヒル アレッポ領主 |  |  | アル＝ザーフィル・カディル                             | アル＝ザーフィル・カディル                             | アル＝ザーフィル・カディル                             | アル＝ザーフィル・カディル                             | アル＝ザーフィル・カディル                             | アル＝ザーフィル・カディル                             |  |  | アル＝ムイッズ・イスマーイール イエメン領主 | アル＝ムイッズ・イスマーイール イエメン領主 | アル＝ムイッズ・イスマーイール イエメン領主 | アル＝ムイッズ・イスマーイール イエメン領主 | アル＝ムイッズ・イスマーイール イエメン領主 | アル＝ムイッズ・イスマーイール イエメン領主 |  |  | アン＝ナースィル イエメン領主 | アン＝ナースィル イエメン領主 | アン＝ナースィル イエメン領主 | アン＝ナースィル イエメン領主 | アン＝ナースィル イエメン領主 | アン＝ナースィル イエメン領主 |  |  | ファルク・シャー バールベック領主                 | ファルク・シャー バールベック領主                 | ファルク・シャー バールベック領主                 | ファルク・シャー バールベック領主                 | ファルク・シャー バールベック領主                 | ファルク・シャー バールベック領主                 |  |  | タキアッディーン・ウマル ハマー領主        | タキアッディーン・ウマル ハマー領主        | タキアッディーン・ウマル ハマー領主        | タキアッディーン・ウマル ハマー領主        | タキアッディーン・ウマル ハマー領主        | タキアッディーン・ウマル ハマー領主        |  |  | エジプトのスルターン        | エジプトのスルターン        | エジプトのスルターン        | エジプトのスルターン        | エジプトのスルターン        | エジプトのスルターン        |  |  | シールクーフ2世 ホムス領主              | シールクーフ2世 ホムス領主              | シールクーフ2世 ホムス領主              | シールクーフ2世 ホムス領主              | シールクーフ2世 ホムス領主              | シールクーフ2世 ホムス領主              |  |  |  |  |  |  |  |  |  |  |  |  |  |  |  |  |  |  |  |  |  |  |  |  |  |  |  |  |  |  |  |  |  |  |  |  |  |  |  |  |  |  |  |  |  |  |  |  |  |  |  |  |  |  |  |  |  |  |  |  |  |  |  |  |  |  |  |  |  |  |
|  |  |                                                    |                                                    |                                                    |                                                    |                                                    |                                                    |  |  |                               |                               |                               |                               |                               |                               |  |  |                                   |                                   |                                   |                                   |                                   |                                   |  |  |                                           |                                           |                                           |                                           |                                           |                                           |  |  |                                                        |                                                        |                                                        |                                                        |                                                        |                                                        |  |  |                                             |                                             |                                             |                                             |                                             |                                             |  |  |                               |                               |                               |                               |                               |                               |  |  |                                                   |                                                   |                                                   |                                                   |                                                   |                                                   |  |  |                                            |                                            |                                            |                                            |                                            |                                            |  |  |                             |                             |                             |                             |                             |                             |  |  |                                         |                                         |                                         |                                         |                                         |                                         |  |  |  |  |  |  |  |  |  |  |  |  |  |  |  |  |  |  |  |  |  |  |  |  |  |  |  |  |  |  |  |  |  |  |  |  |  |  |  |  |  |  |  |  |  |  |  |  |  |  |  |  |  |  |  |  |  |  |  |  |  |  |  |  |  |  |  |  |  |  |
|  |  | スライマーン イエメン領主                          | スライマーン イエメン領主                          | スライマーン イエメン領主                          | スライマーン イエメン領主                          | スライマーン イエメン領主                          | スライマーン イエメン領主                          |  |  |                               |                               |                               |                               |                               |                               |  |  | アル＝マンスール・ムハンマド1世   | アル＝マンスール・ムハンマド1世   | アル＝マンスール・ムハンマド1世   | アル＝マンスール・ムハンマド1世   | アル＝マンスール・ムハンマド1世   | アル＝マンスール・ムハンマド1世   |  |  | アル＝アジーズ アレッポ領主               | アル＝アジーズ アレッポ領主               | アル＝アジーズ アレッポ領主               | アル＝アジーズ アレッポ領主               | アル＝アジーズ アレッポ領主               | アル＝アジーズ アレッポ領主               |  |  | アッ＝サーリフ                                         | アッ＝サーリフ                                         | アッ＝サーリフ                                         | アッ＝サーリフ                                         | アッ＝サーリフ                                         | アッ＝サーリフ                                         |  |  | トゥーラーン・シャー                        | トゥーラーン・シャー                        | トゥーラーン・シャー                        | トゥーラーン・シャー                        | トゥーラーン・シャー                        | トゥーラーン・シャー                        |  |  |                               |                               |                               |                               |                               |                               |  |  | バーラム・シャー バールベック領主                 | バーラム・シャー バールベック領主                 | バーラム・シャー バールベック領主                 | バーラム・シャー バールベック領主                 | バーラム・シャー バールベック領主                 | バーラム・シャー バールベック領主                 |  |  | アル＝マンスール1世・ムハンマド ハマー領主 | アル＝マンスール1世・ムハンマド ハマー領主 | アル＝マンスール1世・ムハンマド ハマー領主 | アル＝マンスール1世・ムハンマド ハマー領主 | アル＝マンスール1世・ムハンマド ハマー領主 | アル＝マンスール1世・ムハンマド ハマー領主 |  |  |                             |                             |                             |                             |                             |                             |  |  | アル＝マンスール・イブラヒム ホムス領主 | アル＝マンスール・イブラヒム ホムス領主 | アル＝マンスール・イブラヒム ホムス領主 | アル＝マンスール・イブラヒム ホムス領主 | アル＝マンスール・イブラヒム ホムス領主 | アル＝マンスール・イブラヒム ホムス領主 |  |  |  |  |  |  |  |  |  |  |  |  |  |  |  |  |  |  |  |  |  |  |  |  |  |  |  |  |  |  |  |  |  |  |  |  |  |  |  |  |  |  |  |  |  |  |  |  |  |  |  |  |  |  |  |  |  |  |  |  |  |  |  |  |  |  |  |  |  |  |
|  |  | スライマーン イエメン領主                          | スライマーン イエメン領主                          | スライマーン イエメン領主                          | スライマーン イエメン領主                          | スライマーン イエメン領主                          | スライマーン イエメン領主                          |  |  |                               |                               |                               |                               |                               |                               |  |  | アル＝マンスール・ムハンマド1世   | アル＝マンスール・ムハンマド1世   | アル＝マンスール・ムハンマド1世   | アル＝マンスール・ムハンマド1世   | アル＝マンスール・ムハンマド1世   | アル＝マンスール・ムハンマド1世   |  |  | アル＝アジーズ アレッポ領主               | アル＝アジーズ アレッポ領主               | アル＝アジーズ アレッポ領主               | アル＝アジーズ アレッポ領主               | アル＝アジーズ アレッポ領主               | アル＝アジーズ アレッポ領主               |  |  | アッ＝サーリフ                                         | アッ＝サーリフ                                         | アッ＝サーリフ                                         | アッ＝サーリフ                                         | アッ＝サーリフ                                         | アッ＝サーリフ                                         |  |  | トゥーラーン・シャー                        | トゥーラーン・シャー                        | トゥーラーン・シャー                        | トゥーラーン・シャー                        | トゥーラーン・シャー                        | トゥーラーン・シャー                        |  |  |                               |                               |                               |                               |                               |                               |  |  | バーラム・シャー バールベック領主                 | バーラム・シャー バールベック領主                 | バーラム・シャー バールベック領主                 | バーラム・シャー バールベック領主                 | バーラム・シャー バールベック領主                 | バーラム・シャー バールベック領主                 |  |  | アル＝マンスール1世・ムハンマド ハマー領主 | アル＝マンスール1世・ムハンマド ハマー領主 | アル＝マンスール1世・ムハンマド ハマー領主 | アル＝マンスール1世・ムハンマド ハマー領主 | アル＝マンスール1世・ムハンマド ハマー領主 | アル＝マンスール1世・ムハンマド ハマー領主 |  |  |                             |                             |                             |                             |                             |                             |  |  | アル＝マンスール・イブラヒム ホムス領主 | アル＝マンスール・イブラヒム ホムス領主 | アル＝マンスール・イブラヒム ホムス領主 | アル＝マンスール・イブラヒム ホムス領主 | アル＝マンスール・イブラヒム ホムス領主 | アル＝マンスール・イブラヒム ホムス領主 |  |  |  |  |  |  |  |  |  |  |  |  |  |  |  |  |  |  |  |  |  |  |  |  |  |  |  |  |  |  |  |  |  |  |  |  |  |  |  |  |  |  |  |  |  |  |  |  |  |  |  |  |  |  |  |  |  |  |  |  |  |  |  |  |  |  |  |  |  |  |
|  |  |                                                    |                                                    |                                                    |                                                    |                                                    |                                                    |  |  |                               |                               |                               |                               |                               |                               |  |  |                                   |                                   |                                   |                                   |                                   |                                   |  |  |                                           |                                           |                                           |                                           |                                           |                                           |  |  |                                                        |                                                        |                                                        |                                                        |                                                        |                                                        |  |  |                                             |                                             |                                             |                                             |                                             |                                             |  |  |                               |                               |                               |                               |                               |                               |  |  |                                                   |                                                   |                                                   |                                                   |                                                   |                                                   |  |  |                                            |                                            |                                            |                                            |                                            |                                            |  |  |                             |                             |                             |                             |                             |                             |  |  |                                         |                                         |                                         |                                         |                                         |                                         |  |  |  |  |  |  |  |  |  |  |  |  |  |  |  |  |  |  |  |  |  |  |  |  |  |  |  |  |  |  |  |  |  |  |  |  |  |  |  |  |  |  |  |  |  |  |  |  |  |  |  |  |  |  |  |  |  |  |  |  |  |  |  |  |  |  |  |  |  |  |
|  |  |                                                    |                                                    |                                                    |                                                    |                                                    |                                                    |  |  |                               |                               |                               |                               |                               |                               |  |  |                                   |                                   |                                   |                                   |                                   |                                   |  |  | アル＝ザーヒル2世                         | アル＝ザーヒル2世                         | アル＝ザーヒル2世                         | アル＝ザーヒル2世                         | アル＝ザーヒル2世                         | アル＝ザーヒル2世                         |  |  | アン＝ナースィル・ユースフ アレッポ領主 ダマスカス領主 | アン＝ナースィル・ユースフ アレッポ領主 ダマスカス領主 | アン＝ナースィル・ユースフ アレッポ領主 ダマスカス領主 | アン＝ナースィル・ユースフ アレッポ領主 ダマスカス領主 | アン＝ナースィル・ユースフ アレッポ領主 ダマスカス領主 | アン＝ナースィル・ユースフ アレッポ領主 ダマスカス領主 |  |  |                                             |                                             |                                             |                                             |                                             |                                             |  |  |                               |                               |                               |                               |                               |                               |  |  | アン＝ナースィル・キリジ・アルスラーン ハマー領主 | アン＝ナースィル・キリジ・アルスラーン ハマー領主 | アン＝ナースィル・キリジ・アルスラーン ハマー領主 | アン＝ナースィル・キリジ・アルスラーン ハマー領主 | アン＝ナースィル・キリジ・アルスラーン ハマー領主 | アン＝ナースィル・キリジ・アルスラーン ハマー領主 |  |  | アル＝ムザッファル・マフムード ハマー領主  | アル＝ムザッファル・マフムード ハマー領主  | アル＝ムザッファル・マフムード ハマー領主  | アル＝ムザッファル・マフムード ハマー領主  | アル＝ムザッファル・マフムード ハマー領主  | アル＝ムザッファル・マフムード ハマー領主  |  |  |                             |                             |                             |                             |                             |                             |  |  | アル＝アシュラフ ホムス領主             | アル＝アシュラフ ホムス領主             | アル＝アシュラフ ホムス領主             | アル＝アシュラフ ホムス領主             | アル＝アシュラフ ホムス領主             | アル＝アシュラフ ホムス領主             |  |  |  |  |  |  |  |  |  |  |  |  |  |  |  |  |  |  |  |  |  |  |  |  |  |  |  |  |  |  |  |  |  |  |  |  |  |  |  |  |  |  |  |  |  |  |  |  |  |  |  |  |  |  |  |  |  |  |  |  |  |  |  |  |  |  |  |  |  |  |
|  |  |                                                    |                                                    |                                                    |                                                    |                                                    |                                                    |  |  |                               |                               |                               |                               |                               |                               |  |  |                                   |                                   |                                   |                                   |                                   |                                   |  |  | アル＝ザーヒル2世                         | アル＝ザーヒル2世                         | アル＝ザーヒル2世                         | アル＝ザーヒル2世                         | アル＝ザーヒル2世                         | アル＝ザーヒル2世                         |  |  | アン＝ナースィル・ユースフ アレッポ領主 ダマスカス領主 | アン＝ナースィル・ユースフ アレッポ領主 ダマスカス領主 | アン＝ナースィル・ユースフ アレッポ領主 ダマスカス領主 | アン＝ナースィル・ユースフ アレッポ領主 ダマスカス領主 | アン＝ナースィル・ユースフ アレッポ領主 ダマスカス領主 | アン＝ナースィル・ユースフ アレッポ領主 ダマスカス領主 |  |  |                                             |                                             |                                             |                                             |                                             |                                             |  |  |                               |                               |                               |                               |                               |                               |  |  | アン＝ナースィル・キリジ・アルスラーン ハマー領主 | アン＝ナースィル・キリジ・アルスラーン ハマー領主 | アン＝ナースィル・キリジ・アルスラーン ハマー領主 | アン＝ナースィル・キリジ・アルスラーン ハマー領主 | アン＝ナースィル・キリジ・アルスラーン ハマー領主 | アン＝ナースィル・キリジ・アルスラーン ハマー領主 |  |  | アル＝ムザッファル・マフムード ハマー領主  | アル＝ムザッファル・マフムード ハマー領主  | アル＝ムザッファル・マフムード ハマー領主  | アル＝ムザッファル・マフムード ハマー領主  | アル＝ムザッファル・マフムード ハマー領主  | アル＝ムザッファル・マフムード ハマー領主  |  |  |                             |                             |                             |                             |                             |                             |  |  | アル＝アシュラフ ホムス領主             | アル＝アシュラフ ホムス領主             | アル＝アシュラフ ホムス領主             | アル＝アシュラフ ホムス領主             | アル＝アシュラフ ホムス領主             | アル＝アシュラフ ホムス領主             |  |  |  |  |  |  |  |  |  |  |  |  |  |  |  |  |  |  |  |  |  |  |  |  |  |  |  |  |  |  |  |  |  |  |  |  |  |  |  |  |  |  |  |  |  |  |  |  |  |  |  |  |  |  |  |  |  |  |  |  |  |  |  |  |  |  |  |  |  |  |
|  |  |                                                    |                                                    |                                                    |                                                    |                                                    |                                                    |  |  |                               |                               |                               |                               |                               |                               |  |  |                                   |                                   |                                   |                                   |                                   |                                   |  |  |                                           |                                           |                                           |                                           |                                           |                                           |  |  |                                                        |                                                        |                                                        |                                                        |                                                        |                                                        |  |  |                                             |                                             |                                             |                                             |                                             |                                             |  |  |                               |                               |                               |                               |                               |                               |  |  |                                                   |                                                   |                                                   |                                                   |                                                   |                                                   |  |  |                                            |                                            |                                            |                                            |                                            |                                            |  |  |                             |                             |                             |                             |                             |                             |  |  |                                         |                                         |                                         |                                         |                                         |                                         |  |  |  |  |  |  |  |  |  |  |  |  |  |  |  |  |  |  |  |  |  |  |  |  |  |  |  |  |  |  |  |  |  |  |  |  |  |  |  |  |  |  |  |  |  |  |  |  |  |  |  |  |  |  |  |  |  |  |  |  |  |  |  |  |  |  |  |  |  |  |
|  |  |                                                    |                                                    |                                                    |                                                    |                                                    |                                                    |  |  |                               |                               |                               |                               |                               |                               |  |  |                                   |                                   |                                   |                                   |                                   |                                   |  |  | アル＝アシュラフ                          | アル＝アシュラフ                          | アル＝アシュラフ                          | アル＝アシュラフ                          | アル＝アシュラフ                          | アル＝アシュラフ                          |  |  | アル＝アジーズ                                         | アル＝アジーズ                                         | アル＝アジーズ                                         | アル＝アジーズ                                         | アル＝アジーズ                                         | アル＝アジーズ                                         |  |  |                                             |                                             |                                             |                                             |                                             |                                             |  |  |                               |                               |                               |                               |                               |                               |  |  | アル＝マンスール2世・ムハンマド ハマー領主        | アル＝マンスール2世・ムハンマド ハマー領主        | アル＝マンスール2世・ムハンマド ハマー領主        | アル＝マンスール2世・ムハンマド ハマー領主        | アル＝マンスール2世・ムハンマド ハマー領主        | アル＝マンスール2世・ムハンマド ハマー領主        |  |  | アル＝ムザッファル                         | アル＝ムザッファル                         | アル＝ムザッファル                         | アル＝ムザッファル                         | アル＝ムザッファル                         | アル＝ムザッファル                         |  |  |                             |                             |                             |                             |                             |                             |  |  |                                         |                                         |                                         |                                         |                                         |                                         |  |  |  |  |  |  |  |  |  |  |  |  |  |  |  |  |  |  |  |  |  |  |  |  |  |  |  |  |  |  |  |  |  |  |  |  |  |  |  |  |  |  |  |  |  |  |  |  |  |  |  |  |  |  |  |  |  |  |  |  |  |  |  |  |  |  |  |  |  |  |
|  |  |                                                    |                                                    |                                                    |                                                    |                                                    |                                                    |  |  |                               |                               |                               |                               |                               |                               |  |  |                                   |                                   |                                   |                                   |                                   |                                   |  |  | アル＝アシュラフ                          | アル＝アシュラフ                          | アル＝アシュラフ                          | アル＝アシュラフ                          | アル＝アシュラフ                          | アル＝アシュラフ                          |  |  | アル＝アジーズ                                         | アル＝アジーズ                                         | アル＝アジーズ                                         | アル＝アジーズ                                         | アル＝アジーズ                                         | アル＝アジーズ                                         |  |  |                                             |                                             |                                             |                                             |                                             |                                             |  |  |                               |                               |                               |                               |                               |                               |  |  | アル＝マンスール2世・ムハンマド ハマー領主        | アル＝マンスール2世・ムハンマド ハマー領主        | アル＝マンスール2世・ムハンマド ハマー領主        | アル＝マンスール2世・ムハンマド ハマー領主        | アル＝マンスール2世・ムハンマド ハマー領主        | アル＝マンスール2世・ムハンマド ハマー領主        |  |  | アル＝ムザッファル                         | アル＝ムザッファル                         | アル＝ムザッファル                         | アル＝ムザッファル                         | アル＝ムザッファル                         | アル＝ムザッファル                         |  |  |                             |                             |                             |                             |                             |                             |  |  |                                         |                                         |                                         |                                         |                                         |                                         |  |  |  |  |  |  |  |  |  |  |  |  |  |  |  |  |  |  |  |  |  |  |  |  |  |  |  |  |  |  |  |  |  |  |  |  |  |  |  |  |  |  |  |  |  |  |  |  |  |  |  |  |  |  |  |  |  |  |  |  |  |  |  |  |  |  |  |  |  |  |
|  |  |                                                    |                                                    |                                                    |                                                    |                                                    |                                                    |  |  |                               |                               |                               |                               |                               |                               |  |  |                                   |                                   |                                   |                                   |                                   |                                   |  |  |                                           |                                           |                                           |                                           |                                           |                                           |  |  |                                                        |                                                        |                                                        |                                                        |                                                        |                                                        |  |  |                                             |                                             |                                             |                                             |                                             |                                             |  |  |                               |                               |                               |                               |                               |                               |  |  | アル＝マンスール3世・マフムード ハマー領主        | アル＝マンスール3世・マフムード ハマー領主        | アル＝マンスール3世・マフムード ハマー領主        | アル＝マンスール3世・マフムード ハマー領主        | アル＝マンスール3世・マフムード ハマー領主        | アル＝マンスール3世・マフムード ハマー領主        |  |  | アブ・アル＝フィダ ハマー領主              | アブ・アル＝フィダ ハマー領主              | アブ・アル＝フィダ ハマー領主              | アブ・アル＝フィダ ハマー領主              | アブ・アル＝フィダ ハマー領主              | アブ・アル＝フィダ ハマー領主              |  |  |                             |                             |                             |                             |                             |                             |  |  |                                         |                                         |                                         |                                         |                                         |                                         |  |  |  |  |  |  |  |  |  |  |  |  |  |  |  |  |  |  |  |  |  |  |  |  |  |  |  |  |  |  |  |  |  |  |  |  |  |  |  |  |  |  |  |  |  |  |  |  |  |  |  |  |  |  |  |  |  |  |  |  |  |  |  |  |  |  |  |  |  |  |
|  |  |                                                    |                                                    |                                                    |                                                    |                                                    |                                                    |  |  |                               |                               |                               |                               |                               |                               |  |  |                                   |                                   |                                   |                                   |                                   |                                   |  |  |                                           |                                           |                                           |                                           |                                           |                                           |  |  |                                                        |                                                        |                                                        |                                                        |                                                        |                                                        |  |  |                                             |                                             |                                             |                                             |                                             |                                             |  |  |                               |                               |                               |                               |                               |                               |  |  | アル＝マンスール3世・マフムード ハマー領主        | アル＝マンスール3世・マフムード ハマー領主        | アル＝マンスール3世・マフムード ハマー領主        | アル＝マンスール3世・マフムード ハマー領主        | アル＝マンスール3世・マフムード ハマー領主        | アル＝マンスール3世・マフムード ハマー領主        |  |  | アブ・アル＝フィダ ハマー領主              | アブ・アル＝フィダ ハマー領主              | アブ・アル＝フィダ ハマー領主              | アブ・アル＝フィダ ハマー領主              | アブ・アル＝フィダ ハマー領主              | アブ・アル＝フィダ ハマー領主              |  |  |                             |                             |                             |                             |                             |                             |  |  |                                         |                                         |                                         |                                         |                                         |                                         |  |  |  |  |  |  |  |  |  |  |  |  |  |  |  |  |  |  |  |  |  |  |  |  |  |  |  |  |  |  |  |  |  |  |  |  |  |  |  |  |  |  |  |  |  |  |  |  |  |  |  |  |  |  |  |  |  |  |  |  |  |  |  |  |  |  |  |  |  |  |
|  |  |                                                    |                                                    |                                                    |                                                    |                                                    |                                                    |  |  |                               |                               |                               |                               |                               |                               |  |  |                                   |                                   |                                   |                                   |                                   |                                   |  |  |                                           |                                           |                                           |                                           |                                           |                                           |  |  |                                                        |                                                        |                                                        |                                                        |                                                        |                                                        |  |  |                                             |                                             |                                             |                                             |                                             |                                             |  |  |                               |                               |                               |                               |                               |                               |  |  |                                                   |                                                   |                                                   |                                                   |                                                   |                                                   |  |  | アル＝アフダル・ムハンマド ハマー領主      |                                            |                                            |                                            |                                            |                                            |  |  |                             |                             |                             |                             |                             |                             |  |  |                                         |                                         |                                         |                                         |                                         |                                         |  |  |  |  |  |  |  |  |  |  |  |  |  |  |  |  |  |  |  |  |  |  |  |  |  |  |  |  |  |  |  |  |  |  |  |  |  |  |  |  |  |  |  |  |  |  |  |  |  |  |  |  |  |  |  |  |  |  |  |  |  |  |  |  |  |  |  |  |  |  |

### エジプトのスルターン・ダマスカス領主
|  |  | アル＝アーディル スルターン              |                                          |                                          |                                          |                                          |                                          |  |  |                                             |                                             |                                             |                                             |                                             |                                             |  |  |                          |                          |                          |                          |                          |                          |  |  |                                   |                                   |                                   |                                   |                                   |                                   |  |  |                                       |                                       |                                       |                                       |                                       |                                       |  |  |                                                        |                                                        |                                                        |                                                        |                                                        |                                                        |  |  |                                 |                                 |                                 |                                 |                                 |                                 |  |  |                                               |                                               |                                               |                                               |                                               |                                               |  |  |                |                |                |                |                |                |  |  |                                               |                                               |                                               |                                               |                                               |                                               |  |  |  |  |  |  |  |  |  |  |  |  |  |  |  |  |  |  |  |  |  |  |  |  |  |  |  |  |  |  |
|  |  |                                          |                                          |                                          |                                          |                                          |                                          |  |  |                                             |                                             |                                             |                                             |                                             |                                             |  |  |                          |                          |                          |                          |                          |                          |  |  |                                   |                                   |                                   |                                   |                                   |                                   |  |  |                                       |                                       |                                       |                                       |                                       |                                       |  |  |                                                        |                                                        |                                                        |                                                        |                                                        |                                                        |  |  |                                 |                                 |                                 |                                 |                                 |                                 |  |  |                                               |                                               |                                               |                                               |                                               |                                               |  |  |                |                |                |                |                |                |  |  |                                               |                                               |                                               |                                               |                                               |                                               |  |  |  |  |  |  |  |  |  |  |  |  |  |  |  |  |  |  |  |  |  |  |  |  |  |  |  |  |  |  |
|  |  |                                          |                                          |                                          |                                          |                                          |                                          |  |  |                                             |                                             |                                             |                                             |                                             |                                             |  |  |                          |                          |                          |                          |                          |                          |  |  |                                   |                                   |                                   |                                   |                                   |                                   |  |  |                                       |                                       |                                       |                                       |                                       |                                       |  |  |                                                        |                                                        |                                                        |                                                        |                                                        |                                                        |  |  |                                 |                                 |                                 |                                 |                                 |                                 |  |  |                                               |                                               |                                               |                                               |                                               |                                               |  |  |                |                |                |                |                |                |  |  |                                               |                                               |                                               |                                               |                                               |                                               |  |  |  |  |  |  |  |  |  |  |  |  |  |  |  |  |  |  |  |  |  |  |  |  |  |  |  |  |  |  |
|  |  | アル＝カーミル スルターン                | アル＝カーミル スルターン                | アル＝カーミル スルターン                | アル＝カーミル スルターン                | アル＝カーミル スルターン                | アル＝カーミル スルターン                |  |  | ダイファ （アレッポ領主アル＝アジーズ母）   | ダイファ （アレッポ領主アル＝アジーズ母）   | ダイファ （アレッポ領主アル＝アジーズ母）   | ダイファ （アレッポ領主アル＝アジーズ母）   | ダイファ （アレッポ領主アル＝アジーズ母）   | ダイファ （アレッポ領主アル＝アジーズ母）   |  |  |                          |                          |                          |                          |                          |                          |  |  |                                   |                                   |                                   |                                   |                                   |                                   |  |  |                                       |                                       |                                       |                                       |                                       |                                       |  |  | アル＝ムアッザム ダマスカス領主                        | アル＝ムアッザム ダマスカス領主                        | アル＝ムアッザム ダマスカス領主                        | アル＝ムアッザム ダマスカス領主                        | アル＝ムアッザム ダマスカス領主                        | アル＝ムアッザム ダマスカス領主                        |  |  | アル＝アシュラフ ダマスカス領主 | アル＝アシュラフ ダマスカス領主 | アル＝アシュラフ ダマスカス領主 | アル＝アシュラフ ダマスカス領主 | アル＝アシュラフ ダマスカス領主 | アル＝アシュラフ ダマスカス領主 |  |  | アル＝ムザッファル マイヤーファーリキーン領主 | アル＝ムザッファル マイヤーファーリキーン領主 | アル＝ムザッファル マイヤーファーリキーン領主 | アル＝ムザッファル マイヤーファーリキーン領主 | アル＝ムザッファル マイヤーファーリキーン領主 | アル＝ムザッファル マイヤーファーリキーン領主 |  |  | アル＝ファイズ | アル＝ファイズ | アル＝ファイズ | アル＝ファイズ | アル＝ファイズ | アル＝ファイズ |  |  | アッ＝サーリフ・イスマーイール ダマスカス領主 | アッ＝サーリフ・イスマーイール ダマスカス領主 | アッ＝サーリフ・イスマーイール ダマスカス領主 | アッ＝サーリフ・イスマーイール ダマスカス領主 | アッ＝サーリフ・イスマーイール ダマスカス領主 | アッ＝サーリフ・イスマーイール ダマスカス領主 |  |  |  |  |  |  |  |  |  |  |  |  |  |  |  |  |  |  |  |  |  |  |  |  |  |  |  |  |  |  |
|  |  | アル＝カーミル スルターン                | アル＝カーミル スルターン                | アル＝カーミル スルターン                | アル＝カーミル スルターン                | アル＝カーミル スルターン                | アル＝カーミル スルターン                |  |  | ダイファ （アレッポ領主アル＝アジーズ母）   | ダイファ （アレッポ領主アル＝アジーズ母）   | ダイファ （アレッポ領主アル＝アジーズ母）   | ダイファ （アレッポ領主アル＝アジーズ母）   | ダイファ （アレッポ領主アル＝アジーズ母）   | ダイファ （アレッポ領主アル＝アジーズ母）   |  |  |                          |                          |                          |                          |                          |                          |  |  |                                   |                                   |                                   |                                   |                                   |                                   |  |  |                                       |                                       |                                       |                                       |                                       |                                       |  |  | アル＝ムアッザム ダマスカス領主                        | アル＝ムアッザム ダマスカス領主                        | アル＝ムアッザム ダマスカス領主                        | アル＝ムアッザム ダマスカス領主                        | アル＝ムアッザム ダマスカス領主                        | アル＝ムアッザム ダマスカス領主                        |  |  | アル＝アシュラフ ダマスカス領主 | アル＝アシュラフ ダマスカス領主 | アル＝アシュラフ ダマスカス領主 | アル＝アシュラフ ダマスカス領主 | アル＝アシュラフ ダマスカス領主 | アル＝アシュラフ ダマスカス領主 |  |  | アル＝ムザッファル マイヤーファーリキーン領主 | アル＝ムザッファル マイヤーファーリキーン領主 | アル＝ムザッファル マイヤーファーリキーン領主 | アル＝ムザッファル マイヤーファーリキーン領主 | アル＝ムザッファル マイヤーファーリキーン領主 | アル＝ムザッファル マイヤーファーリキーン領主 |  |  | アル＝ファイズ | アル＝ファイズ | アル＝ファイズ | アル＝ファイズ | アル＝ファイズ | アル＝ファイズ |  |  | アッ＝サーリフ・イスマーイール ダマスカス領主 | アッ＝サーリフ・イスマーイール ダマスカス領主 | アッ＝サーリフ・イスマーイール ダマスカス領主 | アッ＝サーリフ・イスマーイール ダマスカス領主 | アッ＝サーリフ・イスマーイール ダマスカス領主 | アッ＝サーリフ・イスマーイール ダマスカス領主 |  |  |  |  |  |  |  |  |  |  |  |  |  |  |  |  |  |  |  |  |  |  |  |  |  |  |  |  |  |  |
|  |  |                                          |                                          |                                          |                                          |                                          |                                          |  |  |                                             |                                             |                                             |                                             |                                             |                                             |  |  |                          |                          |                          |                          |                          |                          |  |  |                                   |                                   |                                   |                                   |                                   |                                   |  |  |                                       |                                       |                                       |                                       |                                       |                                       |  |  |                                                        |                                                        |                                                        |                                                        |                                                        |                                                        |  |  |                                 |                                 |                                 |                                 |                                 |                                 |  |  |                                               |                                               |                                               |                                               |                                               |                                               |  |  |                |                |                |                |                |                |  |  |                                               |                                               |                                               |                                               |                                               |                                               |  |  |  |  |  |  |  |  |  |  |  |  |  |  |  |  |  |  |  |  |  |  |  |  |  |  |  |  |  |  |
|  |  | サーリフ ヒスン・カイファ領主 スルターン | サーリフ ヒスン・カイファ領主 スルターン | サーリフ ヒスン・カイファ領主 スルターン | サーリフ ヒスン・カイファ領主 スルターン | サーリフ ヒスン・カイファ領主 スルターン | サーリフ ヒスン・カイファ領主 スルターン |  |  | シャジャル・アッ＝ドゥッル マムルーク朝初代 | シャジャル・アッ＝ドゥッル マムルーク朝初代 | シャジャル・アッ＝ドゥッル マムルーク朝初代 | シャジャル・アッ＝ドゥッル マムルーク朝初代 | シャジャル・アッ＝ドゥッル マムルーク朝初代 | シャジャル・アッ＝ドゥッル マムルーク朝初代 |  |  | アイバク マムルーク朝2代 | アイバク マムルーク朝2代 | アイバク マムルーク朝2代 | アイバク マムルーク朝2代 | アイバク マムルーク朝2代 | アイバク マムルーク朝2代 |  |  | アル＝アーディル2世 スルターン    | アル＝アーディル2世 スルターン    | アル＝アーディル2世 スルターン    | アル＝アーディル2世 スルターン    | アル＝アーディル2世 スルターン    | アル＝アーディル2世 スルターン    |  |  | アル＝マスウード イエメン領主         | アル＝マスウード イエメン領主         | アル＝マスウード イエメン領主         | アル＝マスウード イエメン領主         | アル＝マスウード イエメン領主         | アル＝マスウード イエメン領主         |  |  | アン＝ナースィル・ダーウード カラク領主 ダマスカス領主 | アン＝ナースィル・ダーウード カラク領主 ダマスカス領主 | アン＝ナースィル・ダーウード カラク領主 ダマスカス領主 | アン＝ナースィル・ダーウード カラク領主 ダマスカス領主 | アン＝ナースィル・ダーウード カラク領主 ダマスカス領主 | アン＝ナースィル・ダーウード カラク領主 ダマスカス領主 |  |  |                                 |                                 |                                 |                                 |                                 |                                 |  |  | アル＝カーミル マイヤーファーリキーン領主     | アル＝カーミル マイヤーファーリキーン領主     | アル＝カーミル マイヤーファーリキーン領主     | アル＝カーミル マイヤーファーリキーン領主     | アル＝カーミル マイヤーファーリキーン領主     | アル＝カーミル マイヤーファーリキーン領主     |  |  |                |                |                |                |                |                |  |  |                                               |                                               |                                               |                                               |                                               |                                               |  |  |  |  |  |  |  |  |  |  |  |  |  |  |  |  |  |  |  |  |  |  |  |  |  |  |  |  |  |  |
|  |  | サーリフ ヒスン・カイファ領主 スルターン | サーリフ ヒスン・カイファ領主 スルターン | サーリフ ヒスン・カイファ領主 スルターン | サーリフ ヒスン・カイファ領主 スルターン | サーリフ ヒスン・カイファ領主 スルターン | サーリフ ヒスン・カイファ領主 スルターン |  |  | シャジャル・アッ＝ドゥッル マムルーク朝初代 | シャジャル・アッ＝ドゥッル マムルーク朝初代 | シャジャル・アッ＝ドゥッル マムルーク朝初代 | シャジャル・アッ＝ドゥッル マムルーク朝初代 | シャジャル・アッ＝ドゥッル マムルーク朝初代 | シャジャル・アッ＝ドゥッル マムルーク朝初代 |  |  | アイバク マムルーク朝2代 | アイバク マムルーク朝2代 | アイバク マムルーク朝2代 | アイバク マムルーク朝2代 | アイバク マムルーク朝2代 | アイバク マムルーク朝2代 |  |  | アル＝アーディル2世 スルターン    | アル＝アーディル2世 スルターン    | アル＝アーディル2世 スルターン    | アル＝アーディル2世 スルターン    | アル＝アーディル2世 スルターン    | アル＝アーディル2世 スルターン    |  |  | アル＝マスウード イエメン領主         | アル＝マスウード イエメン領主         | アル＝マスウード イエメン領主         | アル＝マスウード イエメン領主         | アル＝マスウード イエメン領主         | アル＝マスウード イエメン領主         |  |  | アン＝ナースィル・ダーウード カラク領主 ダマスカス領主 | アン＝ナースィル・ダーウード カラク領主 ダマスカス領主 | アン＝ナースィル・ダーウード カラク領主 ダマスカス領主 | アン＝ナースィル・ダーウード カラク領主 ダマスカス領主 | アン＝ナースィル・ダーウード カラク領主 ダマスカス領主 | アン＝ナースィル・ダーウード カラク領主 ダマスカス領主 |  |  |                                 |                                 |                                 |                                 |                                 |                                 |  |  | アル＝カーミル マイヤーファーリキーン領主     | アル＝カーミル マイヤーファーリキーン領主     | アル＝カーミル マイヤーファーリキーン領主     | アル＝カーミル マイヤーファーリキーン領主     | アル＝カーミル マイヤーファーリキーン領主     | アル＝カーミル マイヤーファーリキーン領主     |  |  |                |                |                |                |                |                |  |  |                                               |                                               |                                               |                                               |                                               |                                               |  |  |  |  |  |  |  |  |  |  |  |  |  |  |  |  |  |  |  |  |  |  |  |  |  |  |  |  |  |  |
|  |  |                                          |                                          |                                          |                                          |                                          |                                          |  |  |                                             |                                             |                                             |                                             |                                             |                                             |  |  |                          |                          |                          |                          |                          |                          |  |  |                                   |                                   |                                   |                                   |                                   |                                   |  |  |                                       |                                       |                                       |                                       |                                       |                                       |  |  |                                                        |                                                        |                                                        |                                                        |                                                        |                                                        |  |  |                                 |                                 |                                 |                                 |                                 |                                 |  |  |                                               |                                               |                                               |                                               |                                               |                                               |  |  |                |                |                |                |                |                |  |  |                                               |                                               |                                               |                                               |                                               |                                               |  |  |  |  |  |  |  |  |  |  |  |  |  |  |  |  |  |  |  |  |  |  |  |  |  |  |  |  |  |  |
|  |  | トゥーラーン・シャー スルターン          | トゥーラーン・シャー スルターン          | トゥーラーン・シャー スルターン          | トゥーラーン・シャー スルターン          | トゥーラーン・シャー スルターン          | トゥーラーン・シャー スルターン          |  |  |                                             |                                             |                                             |                                             |                                             |                                             |  |  | マムルーク朝             | マムルーク朝             | マムルーク朝             | マムルーク朝             | マムルーク朝             | マムルーク朝             |  |  | アル＝ムギース・ウマル カラク領主 | アル＝ムギース・ウマル カラク領主 | アル＝ムギース・ウマル カラク領主 | アル＝ムギース・ウマル カラク領主 | アル＝ムギース・ウマル カラク領主 | アル＝ムギース・ウマル カラク領主 |  |  | サラーフッディーン                    | サラーフッディーン                    | サラーフッディーン                    | サラーフッディーン                    | サラーフッディーン                    | サラーフッディーン                    |  |  | アル＝カーヒル                                         | アル＝カーヒル                                         | アル＝カーヒル                                         | アル＝カーヒル                                         | アル＝カーヒル                                         | アル＝カーヒル                                         |  |  |                                 |                                 |                                 |                                 |                                 |                                 |  |  |                                               |                                               |                                               |                                               |                                               |                                               |  |  |                |                |                |                |                |                |  |  |                                               |                                               |                                               |                                               |                                               |                                               |  |  |  |  |  |  |  |  |  |  |  |  |  |  |  |  |  |  |  |  |  |  |  |  |  |  |  |  |  |  |
|  |  | トゥーラーン・シャー スルターン          | トゥーラーン・シャー スルターン          | トゥーラーン・シャー スルターン          | トゥーラーン・シャー スルターン          | トゥーラーン・シャー スルターン          | トゥーラーン・シャー スルターン          |  |  |                                             |                                             |                                             |                                             |                                             |                                             |  |  | マムルーク朝             | マムルーク朝             | マムルーク朝             | マムルーク朝             | マムルーク朝             | マムルーク朝             |  |  | アル＝ムギース・ウマル カラク領主 | アル＝ムギース・ウマル カラク領主 | アル＝ムギース・ウマル カラク領主 | アル＝ムギース・ウマル カラク領主 | アル＝ムギース・ウマル カラク領主 | アル＝ムギース・ウマル カラク領主 |  |  | サラーフッディーン                    | サラーフッディーン                    | サラーフッディーン                    | サラーフッディーン                    | サラーフッディーン                    | サラーフッディーン                    |  |  | アル＝カーヒル                                         | アル＝カーヒル                                         | アル＝カーヒル                                         | アル＝カーヒル                                         | アル＝カーヒル                                         | アル＝カーヒル                                         |  |  |                                 |                                 |                                 |                                 |                                 |                                 |  |  |                                               |                                               |                                               |                                               |                                               |                                               |  |  |                |                |                |                |                |                |  |  |                                               |                                               |                                               |                                               |                                               |                                               |  |  |  |  |  |  |  |  |  |  |  |  |  |  |  |  |  |  |  |  |  |  |  |  |  |  |  |  |  |  |
|  |  |                                          |                                          |                                          |                                          |                                          |                                          |  |  |                                             |                                             |                                             |                                             |                                             |                                             |  |  |                          |                          |                          |                          |                          |                          |  |  | アル＝アジーズ                    | アル＝アジーズ                    | アル＝アジーズ                    | アル＝アジーズ                    | アル＝アジーズ                    | アル＝アジーズ                    |  |  | アル＝アシュラフ・ムーサー スルターン | アル＝アシュラフ・ムーサー スルターン | アル＝アシュラフ・ムーサー スルターン | アル＝アシュラフ・ムーサー スルターン | アル＝アシュラフ・ムーサー スルターン | アル＝アシュラフ・ムーサー スルターン |  |  |                                                        |                                                        |                                                        |                                                        |                                                        |                                                        |  |  |                                 |                                 |                                 |                                 |                                 |                                 |  |  |                                               |                                               |                                               |                                               |                                               |                                               |  |  |                |                |                |                |                |                |  |  |                                               |                                               |                                               |                                               |                                               |                                               |  |  |  |  |  |  |  |  |  |  |  |  |  |  |  |  |  |  |  |  |  |  |  |  |  |  |  |  |  |  |

### 翻訳元記事参考文献
- Ali, Abdul (1996), Islamic Dynasties of the Arab East: State and Civilization During the Later Medieval Times, M.D. Publications Pvt. Ltd, ISBN 81-7533-008-2
- Shatzmiller, Maya (1994), Labour in the medieval Islamic world, BRILL, ISBN 90-04-09896-8
- Abulafia, David; McKitterick, Rosamond; Fouracre, Paul (2005), The New Cambridge Medieval History, Cambridge University Press, ISBN 0-521-36289-X
- Abu-Lughod, Janet L.; Dumper, Michael (2007), Cities of the Middle East and North Africa: A Historical Encyclopedia, ABC-CLIO, ISBN 978-1-57607-919-5
- Yeomans, Richard (2006), The art and architecture of Islamic Cairo, Garnet & Ithaca Press, ISBN 1-85964-154-7
- Singh, Nagendra Kumar (2000), International Encyclopaedia of Islamic Dynasties, Anmol Publications PVT. LTD., ISBN 81-261-0403-1
- Burns, Ross (2005), Damascus: A History, Routledge, ISBN 0-415-27105-3
- Richard, Jean; Birell, Jean (1999), The Crusades, c. 1071-c. 1291, Cambridge University Press, ISBN 0-521-62566-1
- Necipoğlu G. (ed.) Muqarnas: An Annual on Islamic Art and Architecture vol. XI E>J> Brill, Leiden 1994
- Peterson, Andrew (1996). The Dictionary of Islamic Architecture. Routledge. ISBN 0-203-20387-9.
- Tabaa, Yasser (1997). Constructions of power and piety in medieval Aleppo. Penn State Press. ISBN 0-271-01562-4
- Ma'oz, Moshe; Nusseibeh, Sari (2000). Moshe Maʻoz, Sari Nusseibeh. ed. Jerusalem: points of friction, and beyond (Illustrated ed.). BRILL. ISBN 90-411-8843-6